# Hilton Chicago
Het Hilton Chicago, voorheen het Stevens Hotel, Conrad Hilton Hotel en Chicago Hilton and Towers genoemd, is een luxueus hotel gebouwd in 1927 in Chicago in de Verenigde Staten. Het hotel kijkt uit over het Grant Park, het Michiganmeer en de Museum Campus van de stad.
Het Hilton Chicago was het grootste hotel ter wereld, tot in 1967 het nog grotere Hotel Rossija werd geopend in Moskou. Gerekend naar het aantal gastenkamers is het het op drie na grootste hotel van Chicago. Het heeft het grootste totale oppervlak aan ontmoetingsruimtes en vergaderzalen van alle hotels in de stad. Het hotel bood sinds zijn opening in 1927 onderdak aan vele beroemdheden en tevens aan alle presidenten van het land. Het gebouw vormde het decor van vele speelfilms.
Het Hilton Chicago speelde gedurende een lange periode een belangrijke rol als vergaderlocatie en verblijfslocatie in de geschiedenis en de ontwikkelingen van de stad en het land.

## Geschiedenis

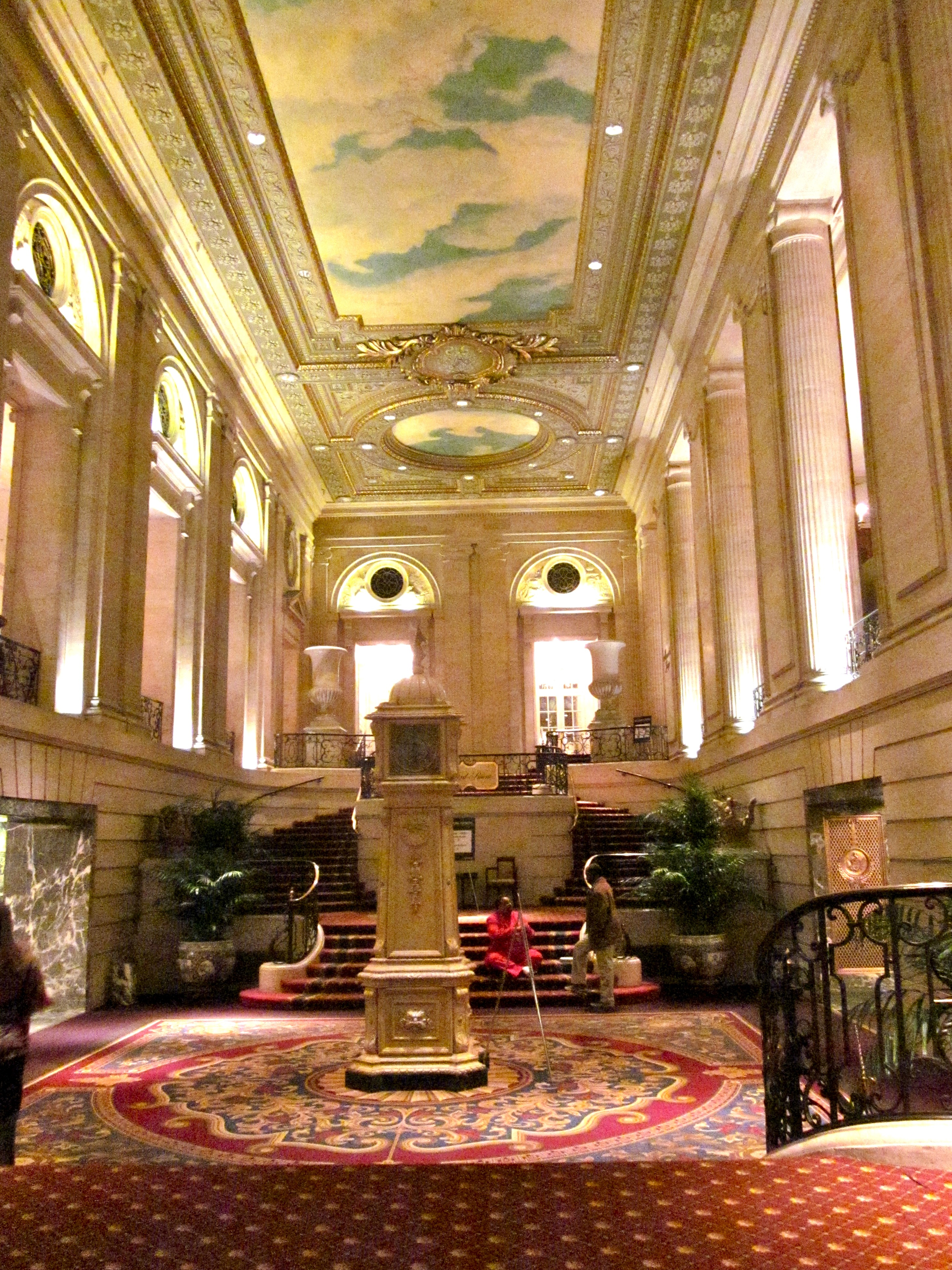
Balzaallobby met klok en plafondschildering "Windows to the Sky"

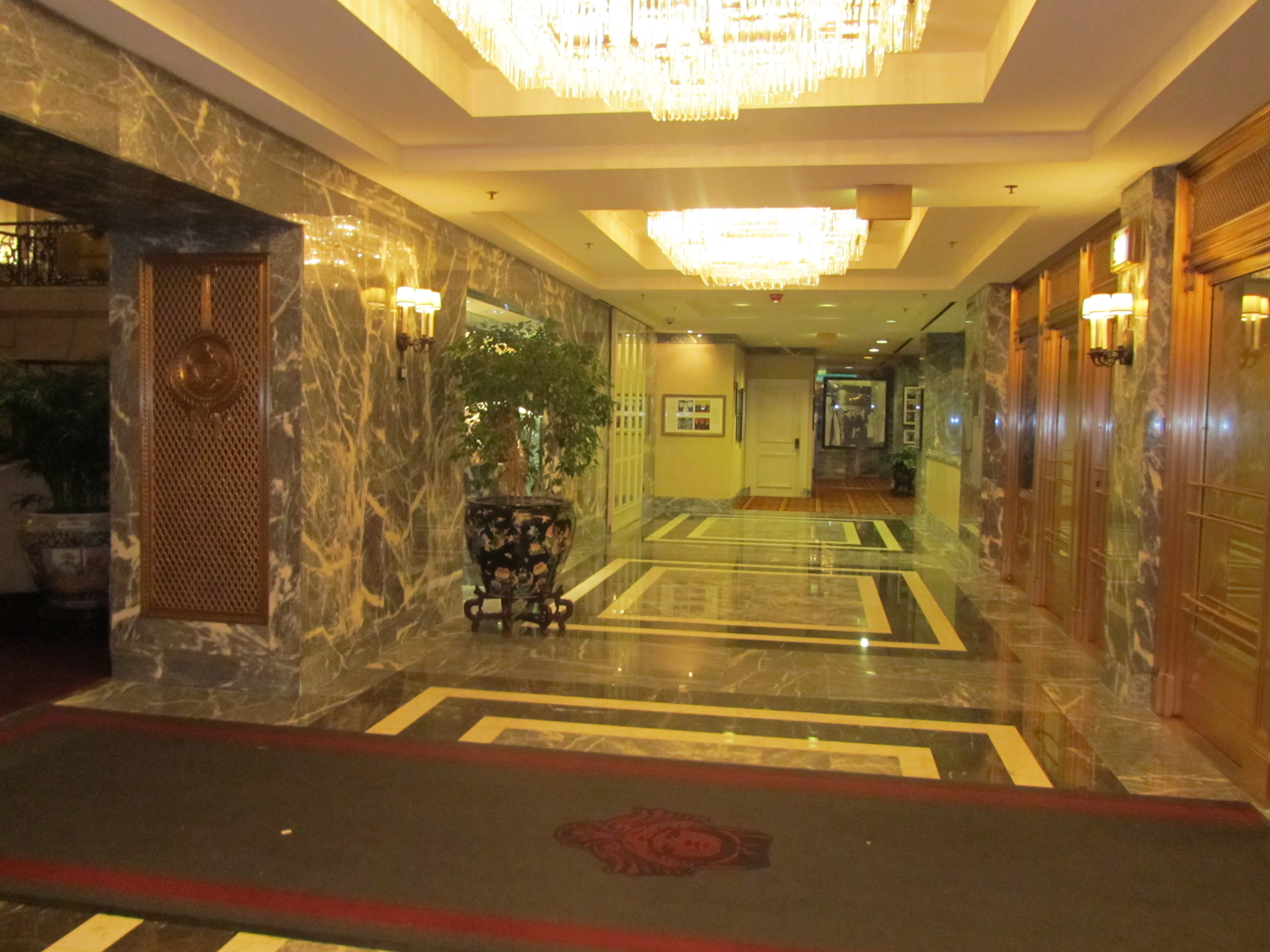
Corridor met marmeren wanden

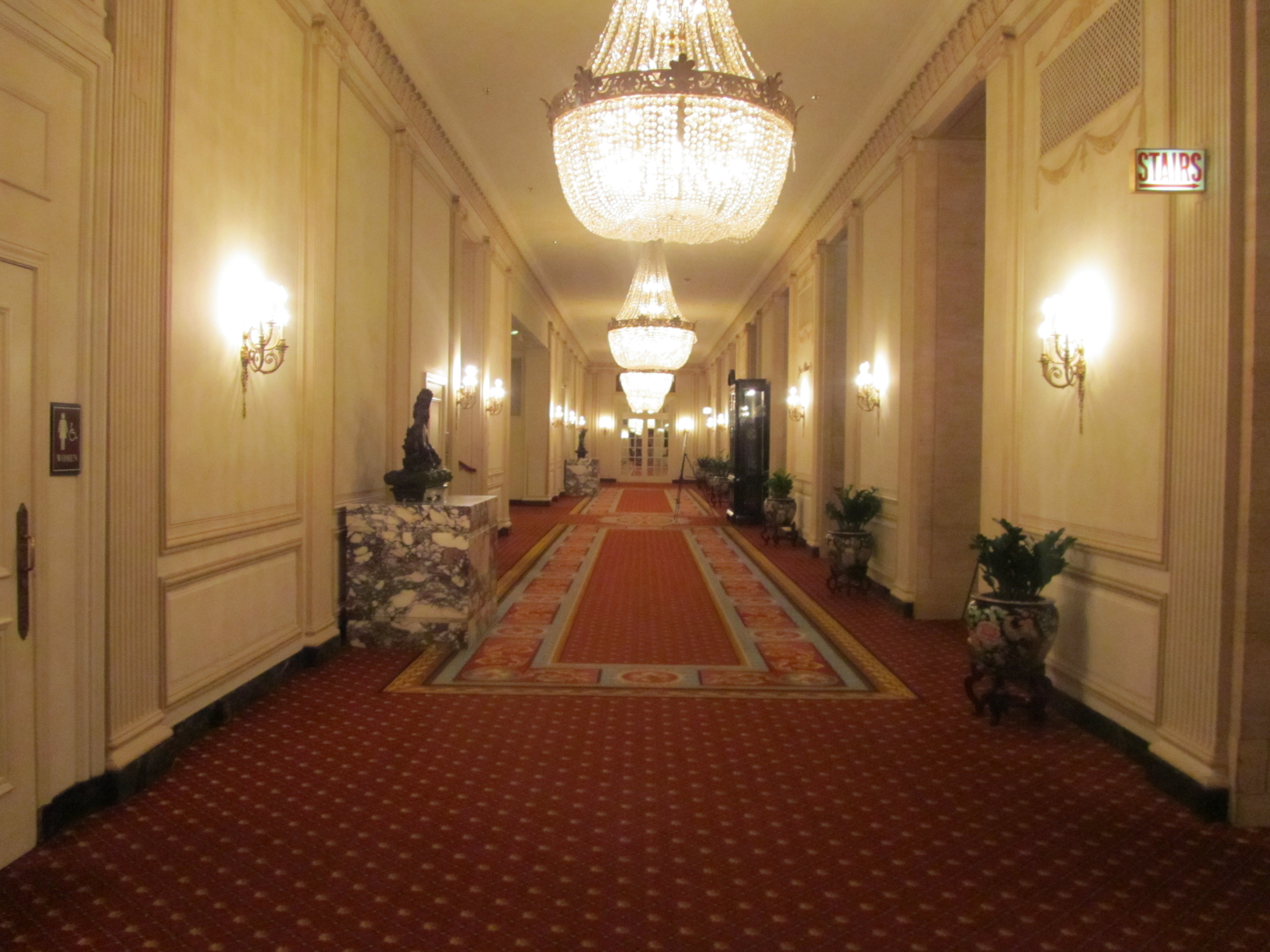
Hotelgang

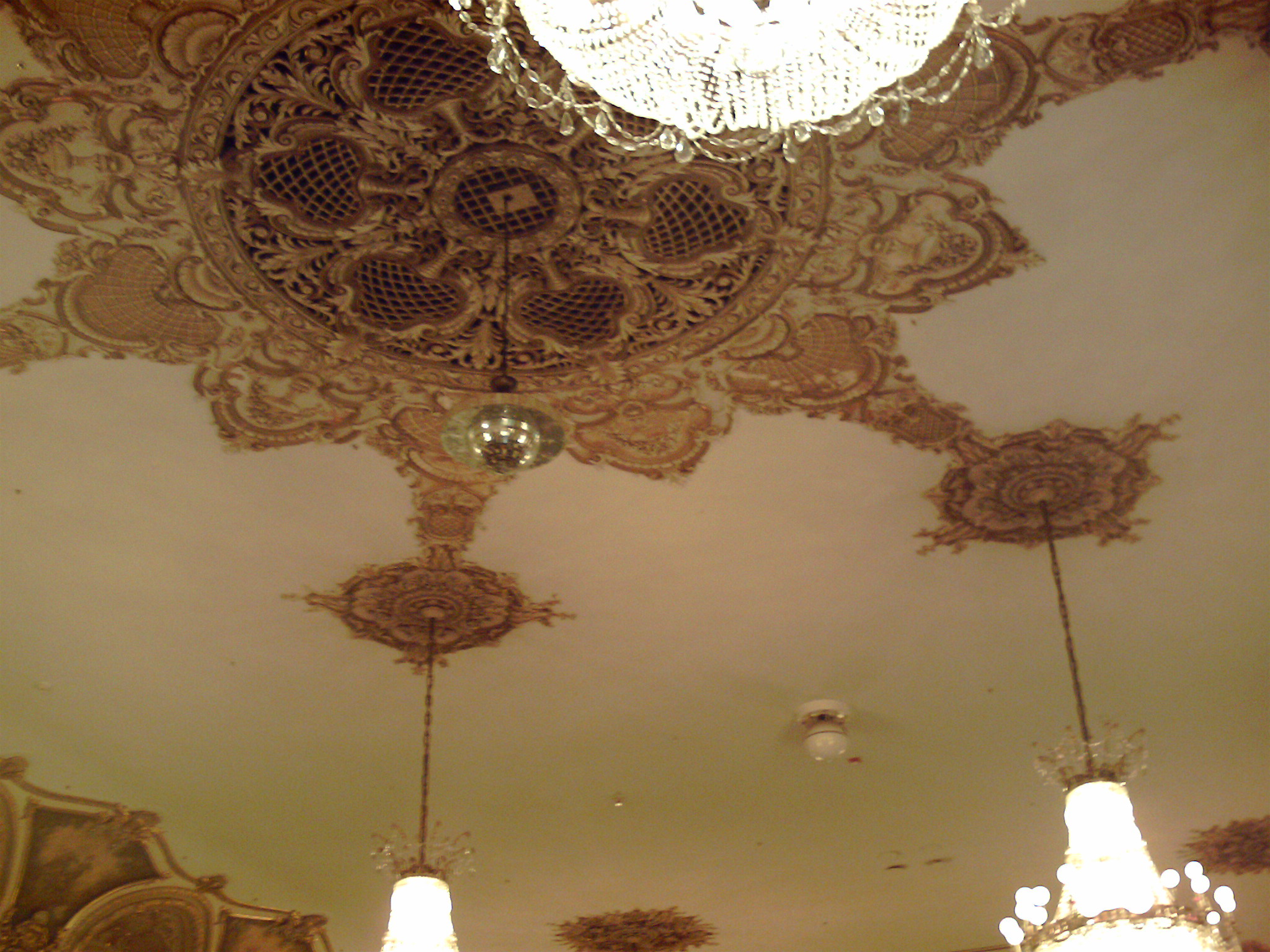
Plafondschildering rondom de lampen in de ballroom

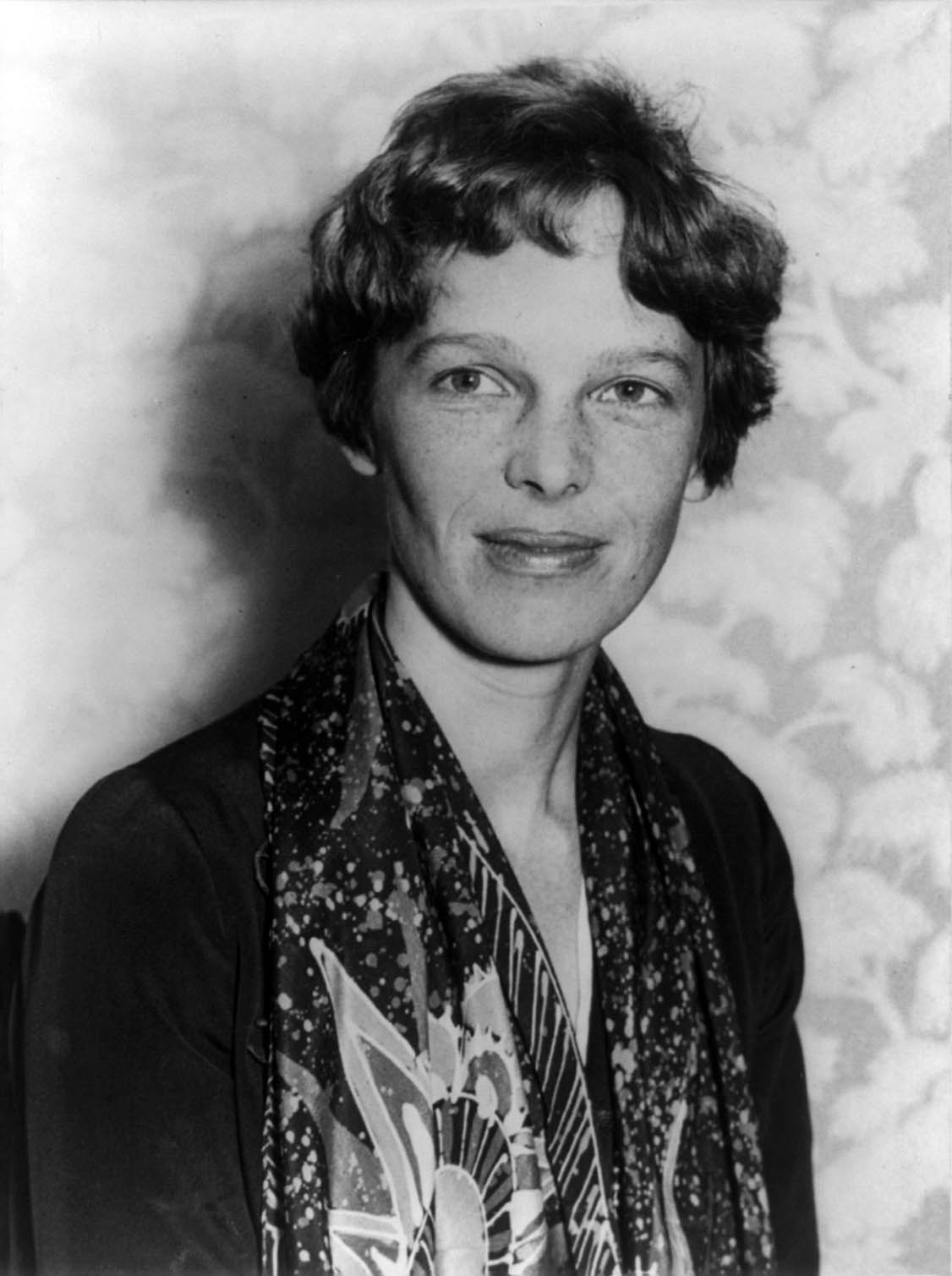
Eregast op de hotelopening Amelia Earhart

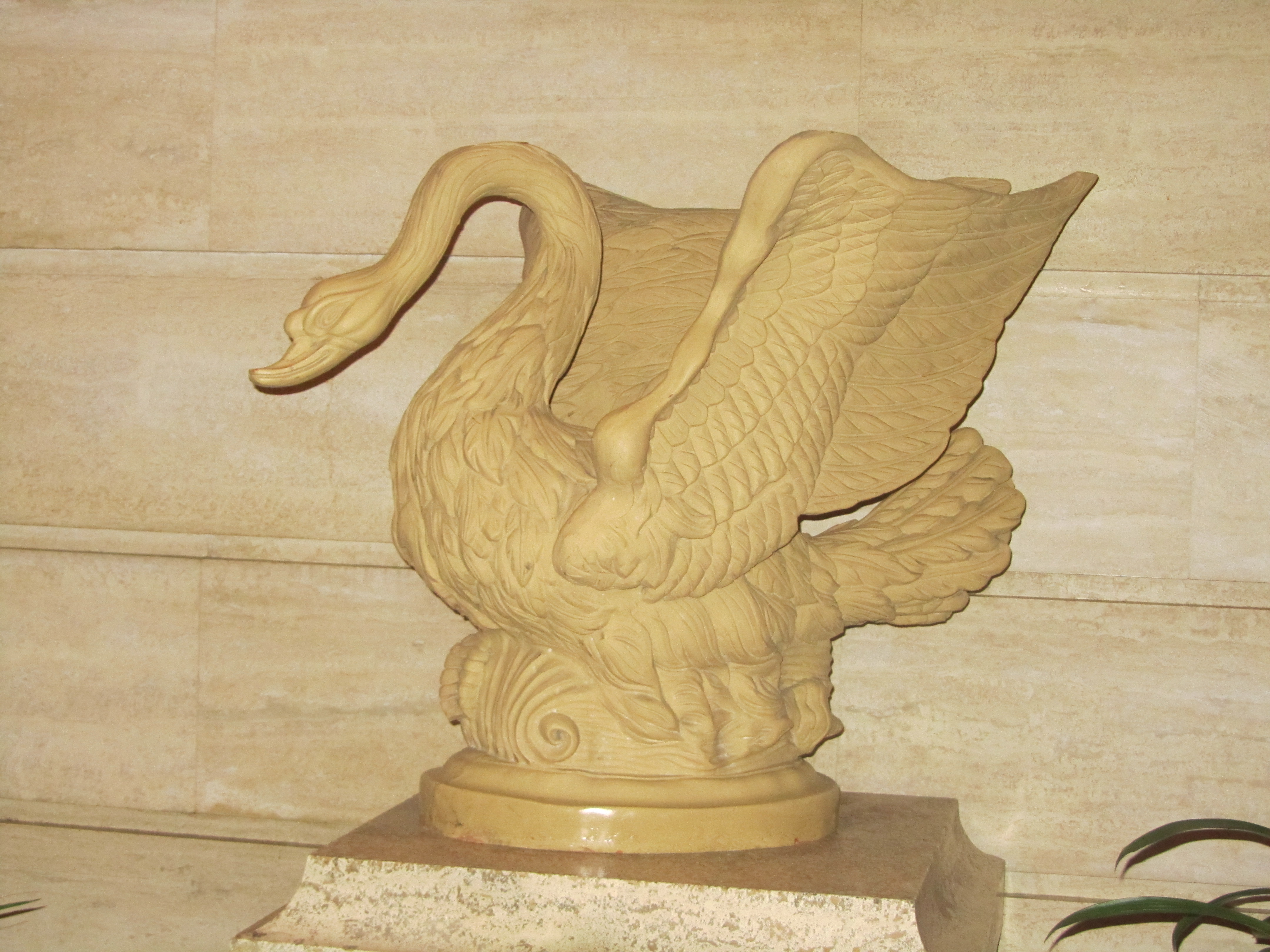
Zwaan in de hotellobby

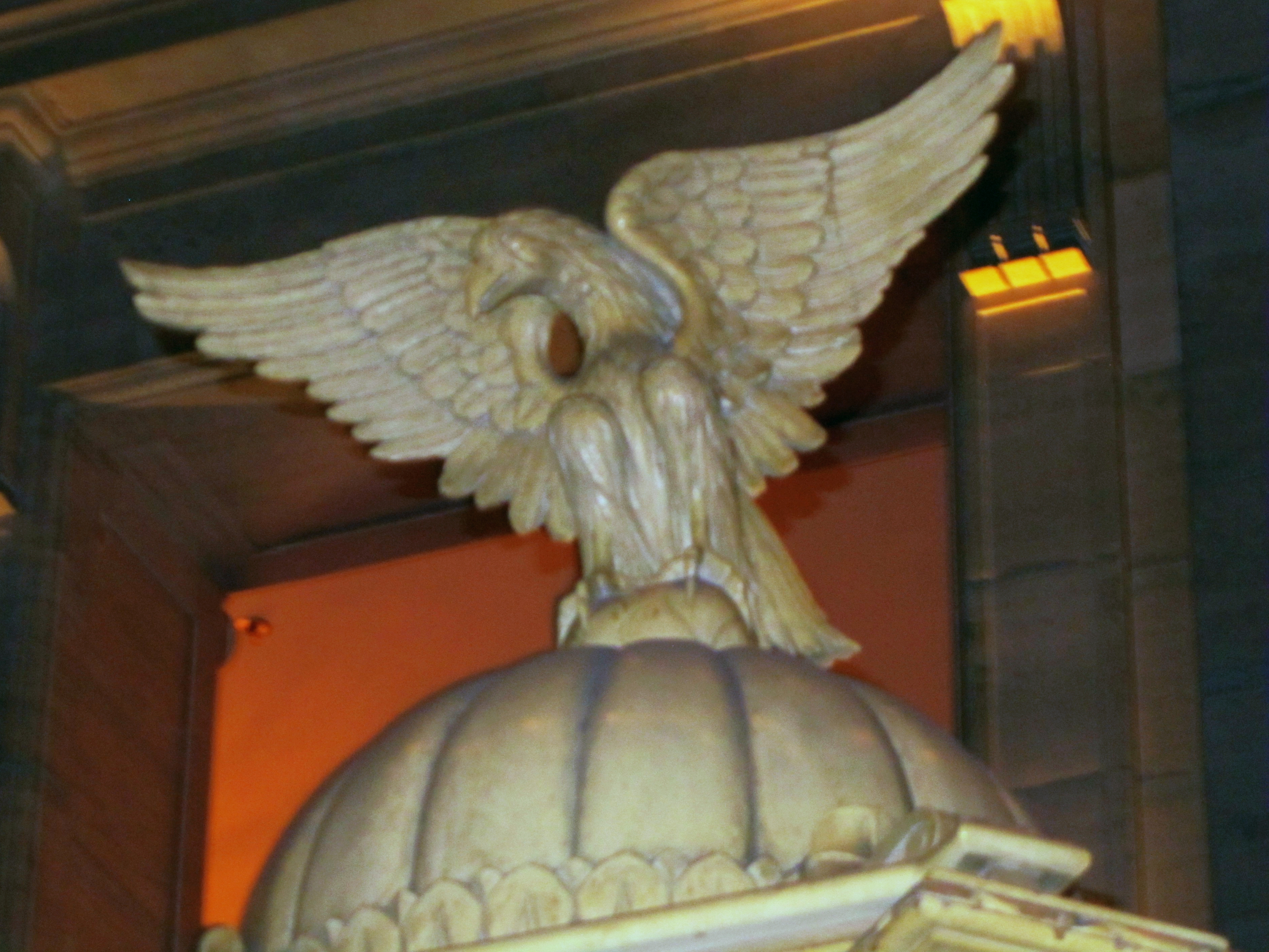
Adelaar in de hotellobby

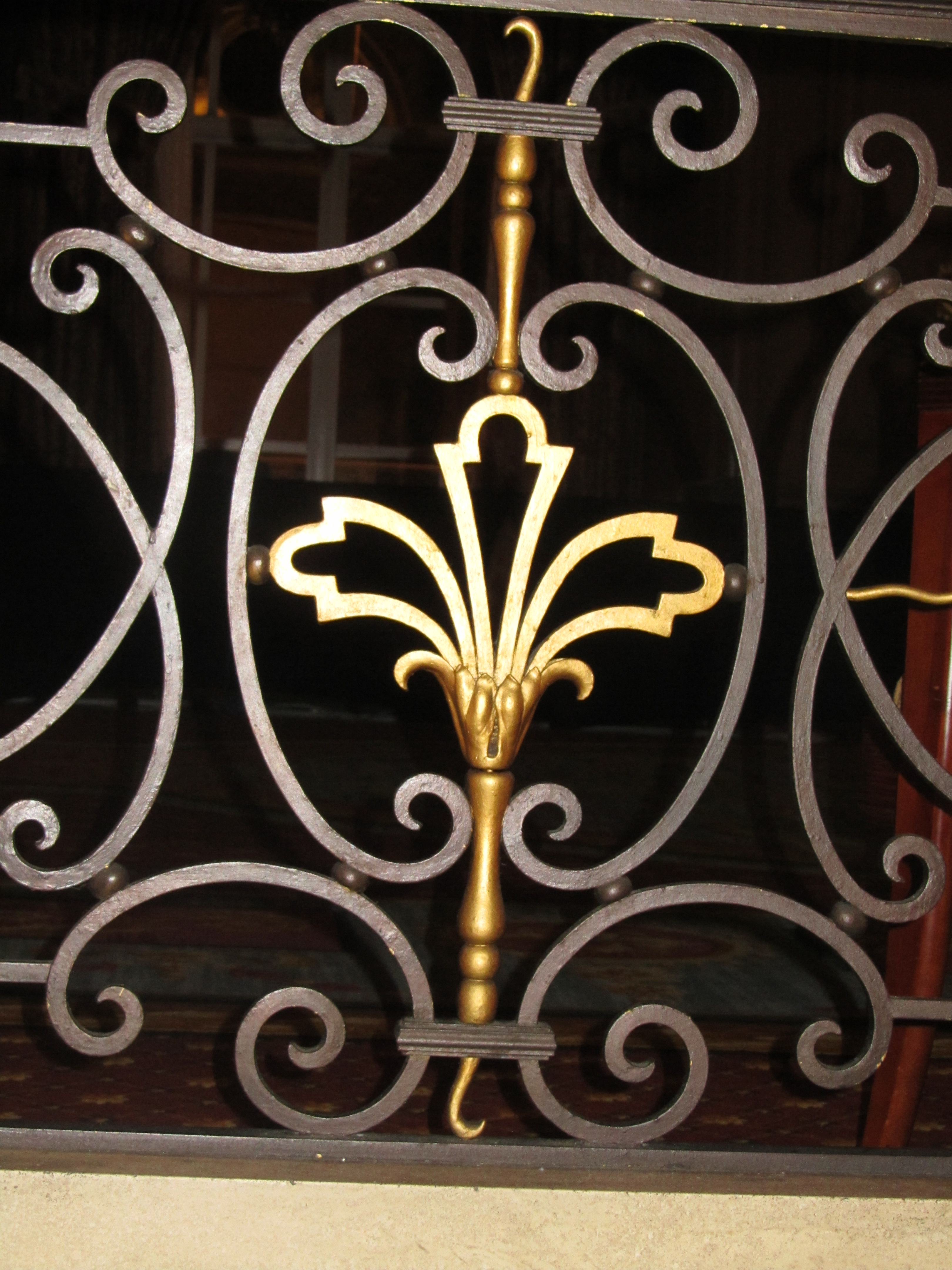
Koperen bloemornament op ommegang in lobby van balzaal

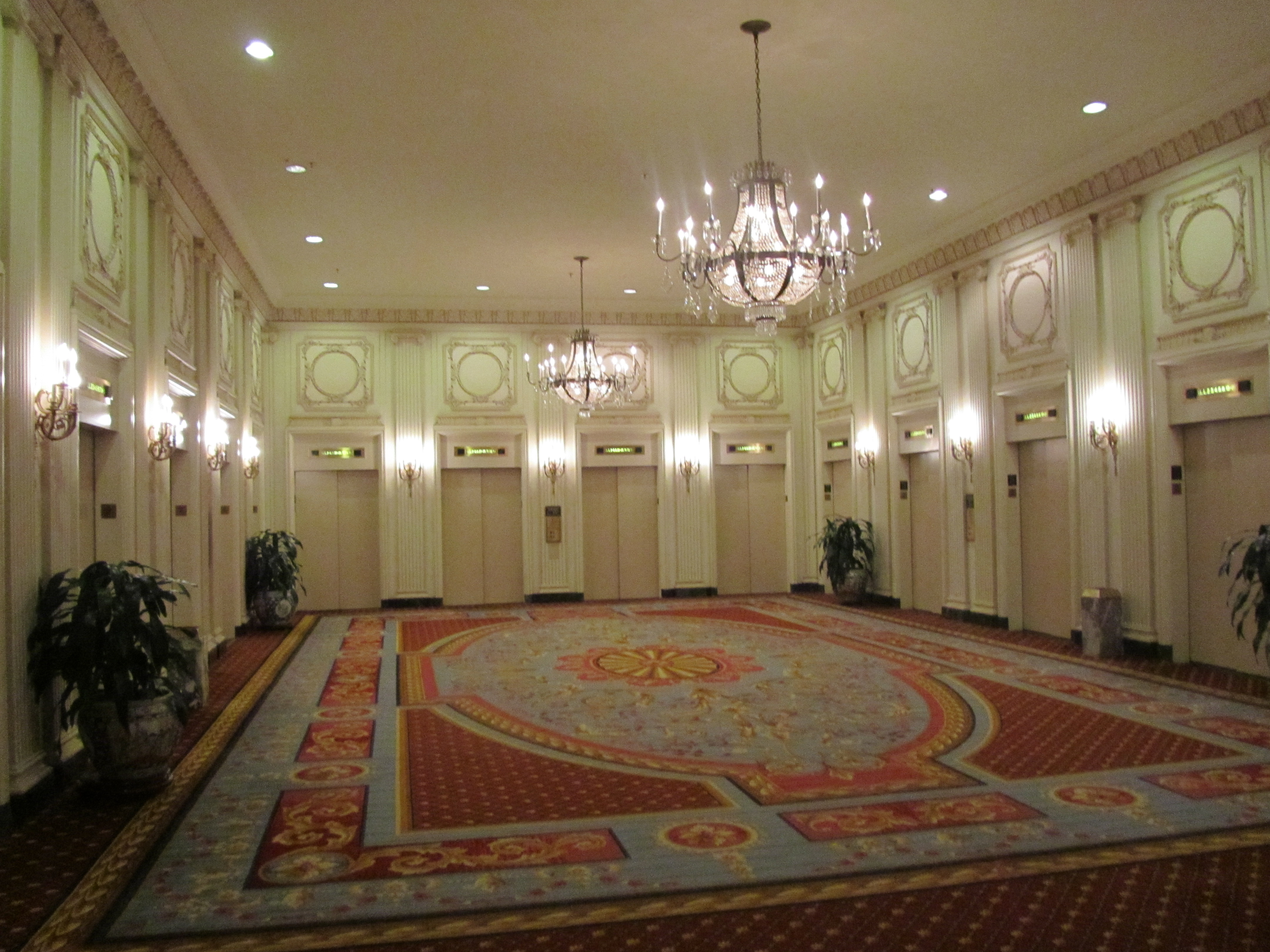
Grote balzaal in 2011

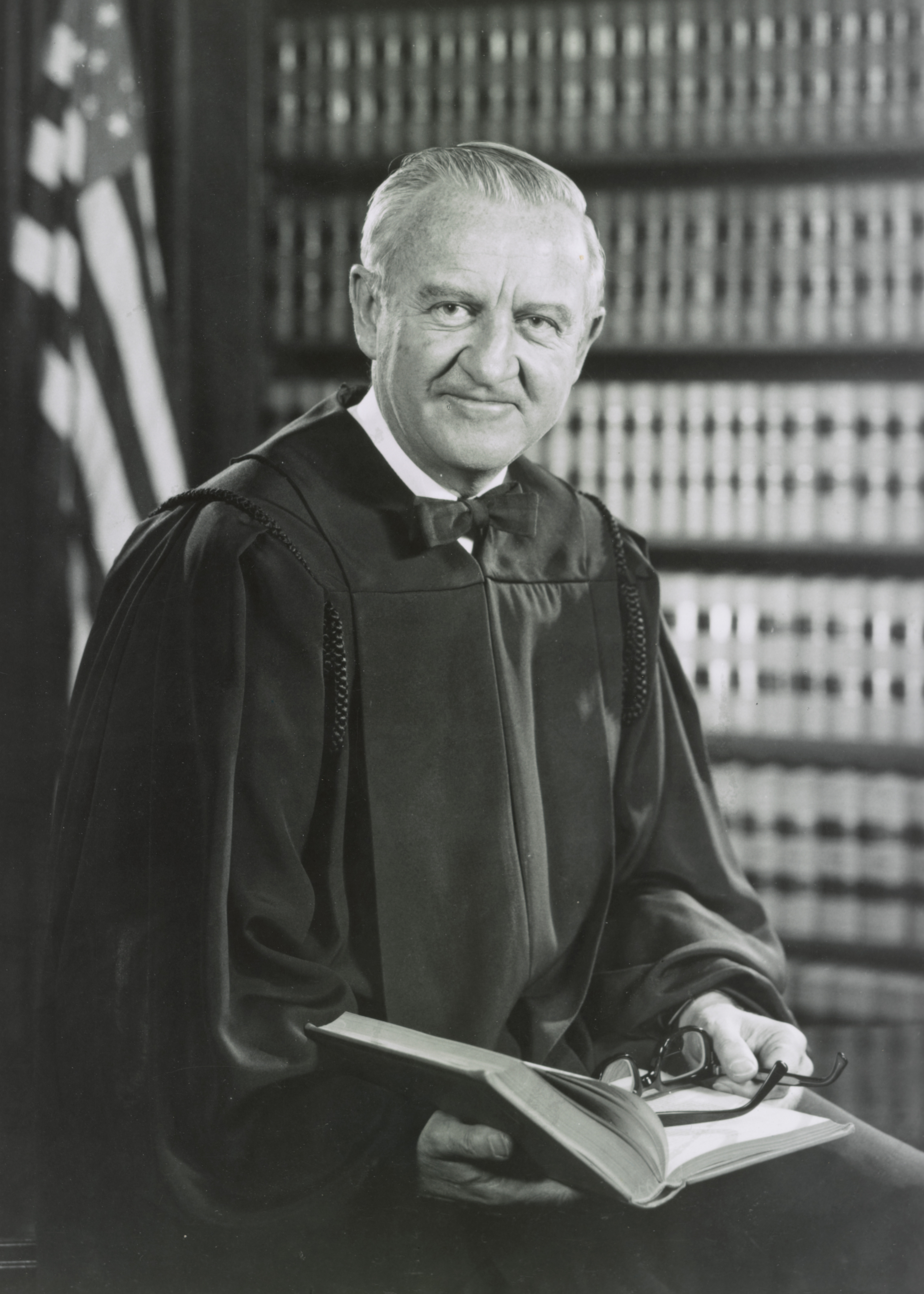
John Paul Stevens, zoon van de oprichter

### Ontwerp en bouw

#### Architecten
Het hotel werd begin jaren twintig van de 20e eeuw ontworpen door de architecten William Holabird en Martin Roche van het gelijknamige architectenbureau Holabird and Roche in de beaux-arts-architectuurstijl. Dat bureau had in Chicago al meerdere hotels en grote gebouwen ontworpen, waaronder het Congresgebouw.
Het bouwontwerp kenmerkte zich door zijn pompeus opgezette, symmetrische vormen met afwerking in natuursteen. Zowel van binnen als van buiten waren de balustrades, pilaren en deklijsten aangekleed met monumentale, klassieke versieringen, kenmerkend voor de beaux-arts-stijl. Binnen werden er brede, imposante trappenpartijen gebruikt met symmetrische wijde bogen. Voor het interieur werd gekozen voor een luxueuze uitvoering met gebruik van veel marmer, verguldsel en zware tapijten. Er werd in totaal meer dan 600.000 dollar aan het marmer besteed.
De inrichting en indeling werden groots opgezet. Naast de 3000 kamers en suites, werden er grote balzalen, vergaderruimtes en conventiezalen aangelegd, zodat het hotel kon dienen als het grootste conventie- en vergadercentrum van het land. Bij de opening in 1927 was het het grootste hotel van de wereld.

#### Interieur en inrichting
De architecten lieten de indeling van het hotel grotendeels over aan Ernest Stevens, de zoon van de opdrachtgever. Hij richtte het gebouw in en werkte de werktekeningen uit. Stevens' interieurarchitect Norman Tolson ontwierp de uiteindelijke inrichting van het hotel.:231
Revolutionair voor die tijd was dat elke hotelkamer een eigen badkamer kreeg met spiegels geflankeerd door grote glazen lampen. De krant Chicago Daily News wist te melden dat de reden daarvoor was dat "een man die zich stond te scheren tenminste beide kanten van zijn gezicht kon zien zonder te hoeven raden."
In de hotellobby kwamen drie grote beelden te staan, waarvoor drie van de vier zonen van Ernest poseerden. Er werd een bioscoop aangelegd met 1200 zitplaatsen en een bibliotheek waar de gasten boeken konden lenen. Ook was er een speelgoedwinkel, een kapsalon met 27 stoelen, een bowlingbaan met vijf banen, een drogisterij die het hele etmaal open was, en een ziekenhuis met twee afdelingen en een operatiekamer. De gangen werden voorzien van marmeren wanden.:45
Om het hotel verder in te richten werden er vanuit Pennsylvania zeven vrachtwagens vol met glaswerk en tien vrachtwagenladingen met 300.000 stuks serviesgoed uit een fabriek uit New Jersey aangevoerd. De firma Scammell, die toen bekendstond om haar in art-decostijl ontworpen serviezen voor de hotelbranche en spoorwegmaatschappijen, kreeg de opdracht. Zij leverde de partij in een aardewerk-porseleinmelange die toen populair was en "Lamberton China" heette. Op de bestelde dinerborden stond het silhouet van de vrouw van Ernest afgebeeld.
Drie vrachtwagens met gewapende beveiligers aan boord vervoerden het bestelde zilverwerk vanaf de fabriek ter waarde van 300.000 dollar. Hieronder bevonden zich 1000 oestervorkjes – het hotel had in de keukens een speciale pantry waar de verse oesters bewerkt en geserveerd werden. Alles wat voor de inrichting benodigd was zoals het hotelzilver, het glaswerk, de schilderijen, decoraties, de glasserviezen en de ornamenten werd speciaal voor het hotel vervaardigd en afgeleverd in enorme hoeveelheden.

#### Bouwkundige gegevens
Boven op het hotel werd een overdekte wandelpromenade gebouwd en een suite in de vorm van een miniatuur Romeinse tempel. De totale hoogte van het gebouw werd hiermee 103 meter en 63 cm. Het gebruikte geraamte was een staalconstructie die daarna met bakstenen omsloten werd en deels verder afgewerkt met natuursteen en marmer. In de hotellobby werd een 33 meter lange plafondschildering aangebracht van hemel en wolken geheten "Windows to the Sky" geschilderd door A. Bonanno.
In het jaar van de opening lag er in alle hotelkamers een brochure van het architectenbureau, waarin alles over het hotel bouwkundig en qua inhoud werd beschreven. Het boekje behandelde de gekozen strakke variant van de beaux-artsarchitectuur met de bouwkundige opzet met negen indentaties aan de achterzijde waardoor alle kamers ondanks het volume uitkeken op de tuinen beneden of het Michiganmeer. Ook werd het interieur besproken, de opzet van de entree met de enorme lobby en hal met de trappen, de (nu niet meer bestaande) fontein met de bronzen beelden van de zoons van de eigenaar, ontworpen door Frederick Hibbard, de (nu ook niet meer bestaande) dakpromenade met de tegels van 90 vierkante centimeter onder een colonnade, de Japanse lunchroom met Japanse wandbeschilderingen op zijde, de bibliotheek met 20.000 boeken, de inrichting van de kamers met leeslampen en andere luxe, de eigen telefooncentrale en de eigen energiecentrale.
Bijzonder was de Grote Balzaal waar door het plaatsen van een frame langs de muren, dat bestond uit 350 stalen pilaren met dwarsverbindingen, voorkomen kon worden dat er gewerkt moest worden met pilaren in de ruimte zelf. Hierdoor ontstond een enorm ruimtelijk effect. De balzaal werd beschilderd met frescoschilderingen die gekopieerd waren van de muurschilderingen in het paleis van Versailles in Frankrijk. Aan het plafond hingen tien kristallen kandelaars met een aanschafprijs van 100.000 dollar per stuk en de zaal was aangekleed met drieduizend stoelen met bladgoudvergulsel. Naast deze grote balzaal waren er nog drie andere balzalen, drie grote restaurants en twintig royaal ingerichte toiletruimtes.

### Vooroorlogse periode

#### Eerste eigenaren
De opdrachtgevers en initiators voor de bouw, die hiertoe heel het blok kochten, waren James W. Stevens en zijn zoon Ernest James Stevens. Zij waren samen met hun familie reeds de eigenaren van een verzekeringsbedrijf, de Illinois Life Insurance Company en hadden ook al een hotel in eigendom in Chicago, het LaSalle. De opgestelde begroting leverde een investeringsbedrag voor de bouw van het hotel op van 28 miljoen dollar. James Stevens was in 1886 als handelaar naar Chicago verhuisd vanuit Colchester in Illinois. Hij had daar een zakenimperium opgebouwd met zijn verzekeringsmaatschappij, aangevuld met een vastgoedportefeuille. Met zijn twee zonen, Raymond die de verzekeringstak runde en Ernest die het LaSalle hotel runde, besloot hij om het grootste hotel van Chicago te gaan bouwen. Ter financiering werd in 1925 de Stevens Hotel Company opgericht en werden er aandelen uitgegeven om de bouw te kunnen bekostigen. Met een positieve lancering in de financiële pers in die dagen en de te verwachten jaarinkomsten van 2,8 miljoen dollar netto op jaarbasis, liep de aandelenverkoop voorspoedig. Familieleden van de bedrijfseigenaren stapten voor tonnen in de onderneming.
Op 16 maart 1926 werd de eerste steen, de hoeksteen, gelegd door de familie op de hoek van de Michigan Avenue en Seventh Street. Onder de steen werd een artikel uit de Chicago Tribune begraven, opgeslagen in een koperen kistje. In het artikel stond een lovend redactioneel commentaar over de onderneming. De bouw werd voortvarend ter hand genomen en eind mei was het hoogste punt bereikt en kon daar de vlag gehesen worden. Alle werknemers ontvingen cash uit de handen van Ernest Stevens een bonus. Een blijk van waardering, zo vertelde hij hen, "voor het bijdragen aan de constructie van het grootste en mooiste hotel van de hele wereld." Toen hij er korte tijd later achter kwam dat een concurrent van plan was om naast zijn hotel in wording er een van 25 verdiepingen te gaan neerzetten, kocht hij snel het betreffende stuk land op voor een bedrag van 1 miljoen dollar.

#### Opening en festiviteiten
Ten tijde van de oplevering en opening van het hotel in 1927 spraken de kranten over een "Nieuw Versailles dat was ontstaan op South Michigan Avenue", zoals onder meer het blad Hotel World Magazine het omschreef. Qua luxe en grandeur was het hotel onovertroffen in die dagen met zijn zeer royale afmetingen, voorzieningen en luxe interieur. Het grootste hotel ter wereld was tot stand gekomen. De voorzieningen als een minigolfbaan op het dak in de "Hi Ho Club", de ijssalons door het hele gebouw, waar per uur 550 liter vers gemaakt ijs te verkrijgen was, de exclusieve restaurants binnenshuis en de grote balzalen met handgeschilderde fresco's en gestucte muren met beeldhouwwerken waren ongezien in die dagen.
De officiële opening als Stevens Hotel was op 2 mei 1927. Overeenkomend met het aantal kamers had men ervoor gekozen om 3000 gasten uit te nodigen uit de hogere kringen van Chicago. Elke gast ontving bij aankomst een bronzen souvenir. De mannen kregen een asbak, de vrouwen een set boekensteunen. Op de geschenken stonden in reliëf portretten van de twee zoons van Stevens afgebeeld. Het eigen hotelorkest, de "Stevens Hotel Orchestra" verzorgde de dansmuziek en de hele society van de stad danste en dineerde in de grote balzaal en de eetzalen.
De eerste gast die zich die dag inschreef was de toenmalige vicepresident van de Verenigde Staten, Charles Dawes en de tweede was de Cubaanse president Gerardo Machado. De vicepresident van Amerika hield een toespraak ter ere van de opening en het bezoek van de Cubaanse president tijdens het diner.
De zoon van Ernest Stevens, Jean Paul, was toentertijd zeven jaar oud en mocht lang opblijven. Hij ontmoette daar een van de gasten tijdens het diner ter ere van Machado, de beroemde pilote Amelia Earhart die hem vroeg "Is het niet wat laat voor je aan het worden want je moet morgen toch weer naar school?"
Twee dagen later was de landelijke inhuldiging voor de film en theaterwereld met het Motion picture Association Ball. Wederom waren er 3000 gasten genodigd waaronder beroemdheden als de filmproducent Cecil B. DeMille, de bokser en filmacteur Victor McLaglen en de toentertijd beroemde filmster uit Chicago zelf, Milton Sills.

#### Management
Het hotel werd geleid in onderdelen, een nieuw concept om het grootste hotel van de wereld beheersbaar te houden. Er waren 25 bedrijfsonderdelen die verantwoordelijk waren voor hun eigen zaken, zoals de huishoudelijke dienst, de keuken en de schoonmaakafdeling. Ook waren er per etage diensthoofden. Het adagium van Ernest Stevens, die de dagelijkse leiding had, was simpel: het leveren van een gestandaardiseerde hoge kwaliteit op grote schaal met toch individuele aandacht voor de klant. Die klant betaalde in het openingsjaar voor de duurste maaltijd die beschikbaar was 3 dollar en kon voor een startbedrag van 3,50 dollar een eenpersoonskamer krijgen.
Stevens pleitte in voordrachten voor het oprichten van specifieke hotelmanagementopleidingen aan universiteiten, omdat hij vond dat er meer professionalisering en kennis moest komen in de toekomst. Hij zag het belang in van een goed beheersbare organisatie, maar was tevens een manager die precies wist wat er in zijn bedrijf omging en lette scherp op de kosten per onderdeel. Wanneer de budgetten overschreden werden, sprak hij de verantwoordelijken erop aan. Zelfs de ingehuurde Franse chef van de keuken werd, weliswaar omzichtig gezien het belang van zijn kennis van de cuisine, verzocht om, toen de kosten overschreden werden, zijn keukenpersoneel dan maar terug te brengen van 76 naar 70.
Zijn personeelsbeleid was ondanks een strak beleid ook gericht op het welzijn en welbevinden van zijn personeel. Stevens was van mening dat een hotel enkel gelukkige gasten kon hebben als het personeel zelf ook tevredenheid en geluk uitstraalde.:235-238 De salarissen reflecteerden dit ook. Voor die tijd kregen werknemers redelijke salarissen uitbetaald. Een manager verdiende 400 dollar per maand, een werknemer in de hotelwasserij 120 tot 160 dollar, een strijkster verdiende 65 tot 75 dollar.:294

#### Beginjaren
De eerste twee jaren waren de aanloopfase, waarin men rustig aankeek hoe alles in de praktijk zou uitwerken met wat voorzien en wat niet voorzien was. Hoewel het hotel regelmatig volgeboekt was, bedroegen de verliezen in die periode toch anderhalf miljoen dollar, die verklaard werden uit het feit dat het de start van de onderneming betrof. Deze kosten werden gedekt uit de lopende rekening en er was tevens voldoende geld beschikbaar om de aandeelhouders tevreden te stellen. In deze periode waren er vele gasten uit de hoogste kringen die het hotel frequenteerden en waren er ook evenementen als formele galadiners en diners dansant.
Zo organiseerde het stadsbestuur van Chicago op 13 augustus 1927, twee weken na de opening een diner in het hotel ter ere van de piloot Charles Lindbergh. De toen zevenjarige zoon van Ernest Stevens, John Paul Stevens, kreeg van Lindbergh als cadeau een witte duif uitgereikt, "Lindy". Lindbergh had die dag eerst drie rondjes boven de "Loop", de buurt waarin het hotel gelegen is, gevlogen en dineerde met alle notabelen van Chicago en het land in de avond in de Grand Ballroom. Voor de duizend gasten werd een achtgangendiner geserveerd met tot slot een speciaal ijsgerecht: de 'Glace Fantasie a la Lindbergh". Het stadsbestuur gaf hem een presentatieboek voor een op te richten baken te zijner ere, het Lindbergh Beacon Light, dat in 1930 boven op het toenmalige Palmolivegebouw zou komen te staan ter oriëntatie van vliegtuigen. Spoedig volgden vele andere beroemdheden als gast, waaronder de honkballer Babe Ruth.
Ook de rijk geworden maffiawereld in de stad wist het hotel te vinden. Veel kapitaalkrachtige mannen uit de misdaad en periferie ervan hadden een suite in het hotel als "pied-à-terre" en rustpunt. Hotelgast en maffioso Jack McGurn gebruikte het hotel als alibilocatie, toen hij op 14 februari 1929 het door hem geplande Valentijnsdag Bloedbad uitvoerde met collega's op een rivaliserende maffiabende. Hij verklaarde dat hij die dag de liefde had bedreven met zijn vriendin Louise Rolfe in kamer 1919A. De misdaadjournalist, die zelf ook actief was in de onderwereld als afperser, Jake Lingle, had een suite in het hotel en werd vermoord toen hij op de ochtend van 9 juni 1930 het hotel uitstapte op weg naar de paardenraces.
Twee jaar later vond de eerste zelfmoord plaats in het hotel. In een van de kamers sloeg een jongedame, Ethel Salhanick, de hand aan zichzelf uit liefdesverdriet omdat haar vriend David Mandelbaum, een student medicijnen van de Northwestern University, had verklaard niet meer van haar te houden. Edwin Eder uit New York was in 1936 de eerste gast die van het hotel sprong om zelfmoord te plegen. Een jaar later beroofden twee vrouwen zich op dezelfde manier van het leven.
Het hotel haalde ook vele congressen en beurzen in huis. Een van de jaarlijkse grote evenementen die er vanaf 1928 tot 1938 gehouden werd was het Amerikaanse equivalent van de huishoudbeurs, de International Home + Housewares Show.

#### Recessie
De onderneming, met zijn hoge aanloop- en onderhoudskosten, bleek kwetsbaar. Toen in oktober 1929 de aandelencrisis ontstond en een wereldwijde recessie volgde, bleek het hotel net als vele andere in serieuze problemen te komen. De grote feesten en banketten werden niet meer gegeven, conferenties met hotelboekingen werden afgezegd en spoedig stonden veel hotelkamers leeg. Aanvankelijk stopte de familie herhaald eigen vermogen in het hotel en werden er aandelen opgekocht. Uiteindelijk werd zelfs besloten om tonnen aan geld van het verzekeringsbedrijf, waar de familie ook eigenaar van was, in het hotel te stoppen met als onderpand het hotel en de bezittingen ervan.
Dit ging door tot 1932 toen de verzekeringsmaatschappij zijn laatste bezittingen, de "war bonds", oorlogsaandelen van de Amerikaanse regering, ter waarde van 6 ton, in het hotel stopte. Hierna ging het snel. Vele banken en tachtig procent van de hotels van Chicago gingen failliet. Het hotel kon niet meer aan zijn betalingsverplichtingen voldoen en schuldeisers vroegen het faillissement aan. De eigenaren besloten zelf eerst uitstel van betaling aan te vragen. De curator bekeek de boeken en constateerde dat er mogelijk sprake was van fraude omdat het verzekeringsbedrijf van de familie zonder deugdelijke onderbouwing miljoenen in de twee hotels van de familie had geïnvesteerd. Dit werd in 1933 bevestigd door een gerechtelijke uitspraak. Hierdoor kwam de familie in ernstige problemen. Het aantal schuldeisers stapelde zich op.
Er vond op de avond van 11 februari van dat jaar een gewapende overval plaats in het huis van Ernest Stevens op de 58th Street, waarbij de gewapende overvallers de "verborgen miljoenen" waarover ze in de kranten hadden gelezen wilden hebben. Twee van de kinderen waren thuis en men dreigde hen in gijzeling te nemen. Uiteindelijk slaagde Ernest erin de mannen ervan te overtuigen dat hij totaal bankroet was. Hij gaf ze al het aanwezige geld in huis, 1300 dollar, waarna de daders het pand verlieten. De familie besloot daarna zijn toevlucht te nemen tot het hotel.
Vader John Stevens was op leeftijd en zo aangedaan door alle problemen, dat hij een ernstige beroerte kreeg. Zoon Raymond, die altijd kritisch had gestaan tegenover het vele geld dat werd geïnvesteerd vanuit het verzekeringsbedrijf dat hij runde, kon de stress niet meer aan en pleegde zelfmoord. Hij schoot zich op 23 maart 1933 in zijn studeerkamer met een .38 kaliber revolver door het hoofd. Niemand durfde zijn vader het nieuws te vertellen, uit angst dat dit tot diens overlijden zou leiden. Zijn moeder schreef nadien een ingezonden brief aan de Chicago Tribune waarin ze liet weten dat ze het eens was met haar overleden zoon. "Het hotel was te riskant maar Ernest en zijn vader waren vastbesloten het overeind te houden", schreef ze. "Zij wilden hun naam op de gevel zien. Misschien begrijpen ze nu dat Raymond en ik niet zo gek waren daar twijfels bij te plaatsen."
De beide hotels en het verzekeringsbedrijf werden failliet verklaard. Uiteindelijk zou een jaar later, in 1934, in hoger beroep vastgesteld worden dat er van fraude met overdracht van gelden geen sprake was geweest en dat de familie slechts had geprobeerd in de periode van recessie de ondernemingen te laten overleven. John W. Stevens overleed uiteindelijk in 1936 aan de gevolgen van zijn beroerte en Ernest ging later werken als hotelmanager. Zijn zoon John Paul Stevens werd later rechter in het Amerikaanse hooggerechtshof. Het Stevens Hotel belandde in handen van de overheid.:238-240

#### Tussenperiode
In 1933 slaagde het hotel er nog in om winst te maken, mede doordat er die zomer een grote wereldtentoonstelling werd gehouden aan de oevers van het Michiganmeer voor de deur, de Century of Progress Exposition. Er werd een speciale steiger aangelegd, die doorliep vanaf het Michiganmeer naar de ingang van het hotel, zodat gasten die per amfibievliegtuig arriveerden naar het hotel konden lopen.:50 Het hotel bood een speciale combiaanbieding aan in samenwerking met de treinmaatschappijen tijdens de tentoonstelling: voor 14,95 dollar kreeg men een retourtje Chicago met de trein inclusief een weekendverblijf in het hotel.
Door drastisch te bezuinigen op de loonkosten (personeelsaantallen en salaris) probeerde het hotel het tij te keren. In 1939 bedroeg het salaris van een liftboy 12,50 dollar per week. Wel werd de stijl en het decorum zo veel mogelijk gehandhaafd, al was het maar door het onderhouden van een strikte discipline en controle. Elke ochtend werden de liftbediendes in rijen geïnspecteerd of men wel goed geschoren was, het uniform schoon en de handschoenen wit. Uniforms werden dagelijks gewisseld en als er een vlek op kwam, dan werd meteen een nieuw gehaald. Ondanks hard werken bleef het uitstel van betaling jarenlang als een zwaard van Damocles boven het bedrijf hangen, werd ten slotte de regering verantwoordelijk en volgde het formele faillissement.

### Tweede Wereldoorlog en naoorlogse periode

#### Oorlogsperiode en verkoop aan Hilton

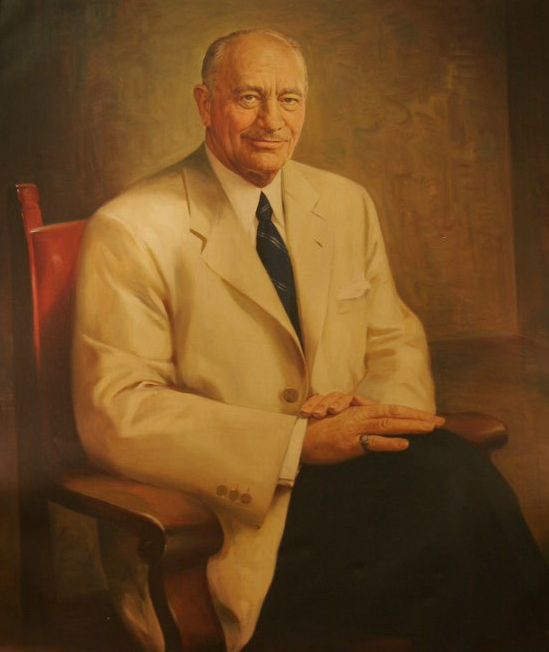
Conrad Hilton

Uiteindelijk werd het hotel aangekocht door de regering aan het begin van de Tweede Wereldoorlog voor 6 miljoen dollar. Na de aankoop werd het hotel ontdaan van veel luxe en werd in een vijf dagen durende openbare verkoop het meeste van de inventaris verkocht – potten, pannen, de complete bowlingbaan, bedden, linnen en ornamentele vazen. Het werd daarna gebruikt, na overdracht aan het ministerie van defensie in 1942, als behuizing voor militairen van de luchtmacht. Dezen volgden daar tevens de benodigde theoretische en technische opleidingen voor hun oorlogsuitzending naar Europa en Azië. Het hotel huisvestte gedurende die periode in totaal meer dan 10.000 cadetten die de grote danszaal als hun eetzaal gebruikten en die met vier personen per kamer werden gehuisvest. De grote kaarsenkronen werden uit de zalen verwijderd en de vloeren bedekt met linoleum, zodat de soldaten er les konden krijgen en eten.:52
In september 1943 verkocht het ministerie het hotel voor 5.251.000 dollar aan een hotelondernemer uit New York, Arnold Sigurd Kirkeby, die financieel hiertoe ondersteund werd door een zakenman uit Chicago die een aannemersbedrijf had, Stephen Healy. Het had maar een haartje gescheeld of het hotel was onderdeel van een wetenschappelijk instituut geworden. Het Illinois Institute of Technology had een bod van 5½ miljoen dollar uitgebracht, maar gevraagd om gespreide betaling. Het ministerie van defensie besloot echter te gaan voor het lagere bod omdat dit wel in zijn geheel voldaan kon worden. Healy's bedrijf knapte in dat jaar het hotel op, zodat het weer als hotel gebruikt kon worden. Het kostte veel moeite om de 50.000 kilo benodigd staal te kunnen kopen die nodig was om de boxspringbedden te kunnen laten maken maar het lukte en spoedig vond de heropening plaats.
Op 1 november wist Healy het grootste luchtvaartcongres ter wereld binnen te halen, de International Civil Aviation Conference, georganiseerd door de regering van de Verenigde Staten. Deze realiseerde zich dat het noodzakelijk was om na de oorlog een goed wereldwijd netwerk van burgerluchtvaart en vrachtluchtvaart op te zetten. Het congres werd een groot succes, maar door het gebrek aan faciliteiten en personeel was het voor de aanwezigen behelpen. 52 landen namen deel met een totaal van 955 aanwezige gasten. Dit was het grootste congres in die periode gehouden in de Verenigde Staten. De gasten betaalden in die dagen voor een tweepersoonskamer 6 tot 9 dollar en voor een eenpersoonskamer 4 tot 7 dollar. De conferentie duurde in totaal 37 dagen en werd de lakmoesproef voor het management. Mede hierdoor realiseerde de eigenaar zich dat het goed runnen van dit enorme hotel in de economisch moeilijke constellatie een zware opgave zou zijn.
Hij besloot, mede door het chronische personeelstekort in die dagen, waardoor het benodigde aantal van 1500 personeelsleden bij lange niet gehaald werd, het hotel door te verkopen aan de hotelmagnaat Conrad Hilton. Aanvankelijk bleef de verkoper in dubio en was niet zeker of hij de knoop wilde doorhakken. De economische vooruitzichten leken te verbeteren, maar het had veel geld en moeite gekost om het hotel open te houden. Pas toen hij er lucht van kreeg dat Conrad Hilton overwoog om dan maar het Palmer House hotel aan te schaffen, besloot hij te verkopen. Conrad Hilton kocht uiteindelijk beide hotels op.:52 Deze zou het hotel daarna aanmerkelijk gaan verbeteren.

#### Naoorlogse jaren

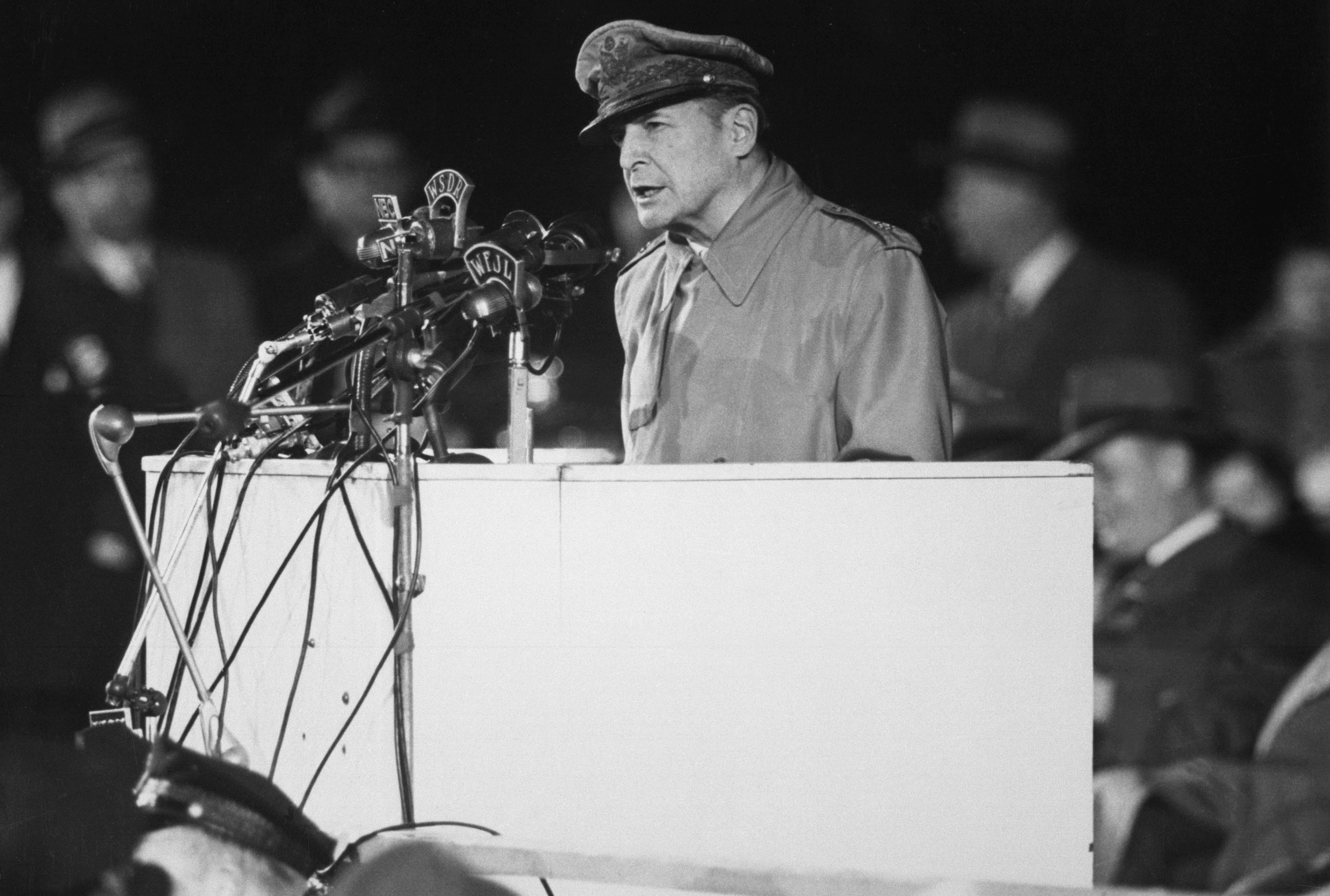
Toespraak Douglas MacArthur in Chicago

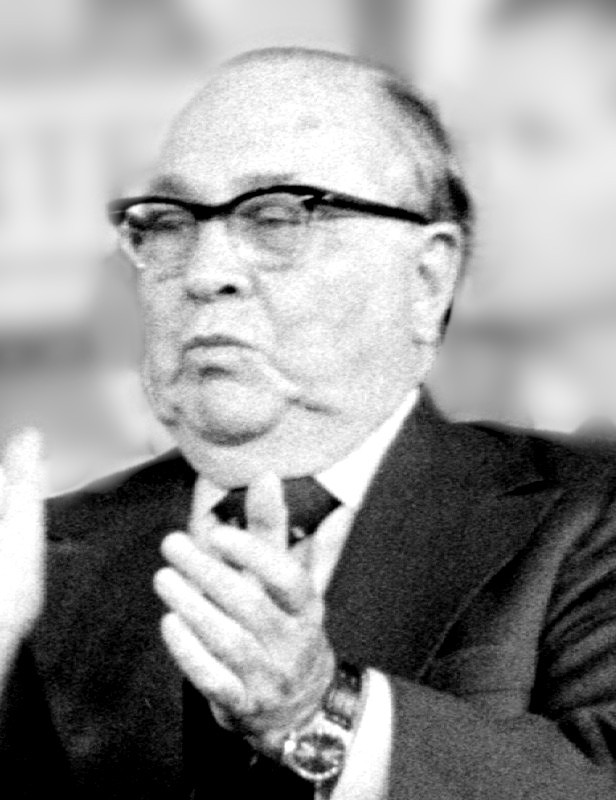
Burgemeester Richard Daley

Het hotel bleef, mede door de connecties van de nieuwe eigenaar, een magneet voor vele beroemde gasten uit de film- en theaterwereld alsook de politiek. Congressen van politieke partijen werden er georganiseerd en vele speeches waarin politici zich kandidaat stelden werden er gehouden. In 1946 vond er in het hotel een moord plaats, toen de 16-jarige inbreker Donald Jay Cook in een hotelkamer tijdens een ruzie om de verdeling van de buit van een serie inbraken eerder in New York gepleegd, zijn mededader Martin Stein doodstak met zeven messteken.
Conrad Hilton besloot in die jaren om het hotel ingrijpend te gaan renoveren. Er werden de nodige vernieuwingen aan elektriciteit, warmtevoorziening en sanitair aangebracht, maar ook werd besloten tot uitbreiding van de faciliteiten. Er kwam een grote inpandige ijsbaan in de Boulevard Room Supper Club, waar vanaf 1948 twintig jaar lang ijsshows zouden worden gehouden. De restaurants werden opnieuw ingericht en er kwam een aanbouw van drie verdiepingen achter het hotel, het Hilton Center waar op ruimere schaal tentoonstellingen en conferenties gehouden konden worden. Ook kwamen daar twee nieuwe balzalen, de Continental Ballroom en de International Ballroom.
In 1950 begon men zich specifiek te richten op een nieuwe groeiende doelgroep: vrouwelijke gasten. In de hotelkamers vonden zij een pakket met speciaal briefpapier, een naaisetje en een boekje met namen en telefoonnummers van babysitters, adressen waar een jurk gerepareerd of gestreken kon worden en een lijst met winkels. In de praktijk namen veel mannelijke hotelgasten deze set mee naar huis als cadeautje voor hun echtgenote.
In 1955 besloot de raad van management van Hiltons bedrijf om de naam van het hotel te wijzigen in Conrad Hilton.:109 In april 1951 werd er in de Great Hall een speech gehouden door generaal Douglas MacArthur, waarin hij zijn handelswijze tijdens de oorlog in Korea verdedigde en opriep tot een nieuwe conflictbeheersingsdoctrine om het ontstane politieke vacuüm in te vullen. In 1953 logeerde de Engelse koningin Elizabeth in het hotel en werd daar verwelkomd door de burgemeester Richard Daley en Conrad Hilton.:53
In 1963 bezocht Lyndon Johnson het hotel en hield er tijdens een partijconferentie een toespraak waarin hij zijn buitenlandse beleid toelichtte. In 1966 verbleef Prins Philip in het hotel om er een toespraak te geven en het te zijner ere georganiseerde galadiner bij te wonen. Hij werd ontvangen in de hotellobby die totaal versierd was met Engelse vlaggen.:126-127 In 1968 kwam president Johnson terug in het hotel en hield een persconferentie in de International Ballroom, waarin hij aangaf zich niet te zullen kandideren voor een tweede termijn als president.:125
In datzelfde jaar werd de Democratische partijconventie in Chicago gehouden en leidde dit buiten het hotel tot heftige betogingen tussen demonstranten tegen de Vietnamoorlog en de rol van Johnson daarbij. De politie, onder leiding van de toenmalige burgemeester Richard Daley, kwam heftig in botsing met de demonstranten en een aantal hiervan drong het hotel binnen. Het Britse parlementslid Anne Kerr, dat meedemonstreerde, werd slachtoffer van het ruwe politieoptreden voor de deur van het Hilton en werd door de politie met traangas besproeid.
Een half jaar later, op 14 januari 1969, werd de bemanning van de Apollo 8 vlucht feestelijk onthaald in het hotel namens de stad. Speciale "astronautcakes", geglazuurde taarten met suikerpoppetjes in de vorm van een astronaut erbovenop, werden geserveerd.:53-54

#### Jaren tachtig tot heden

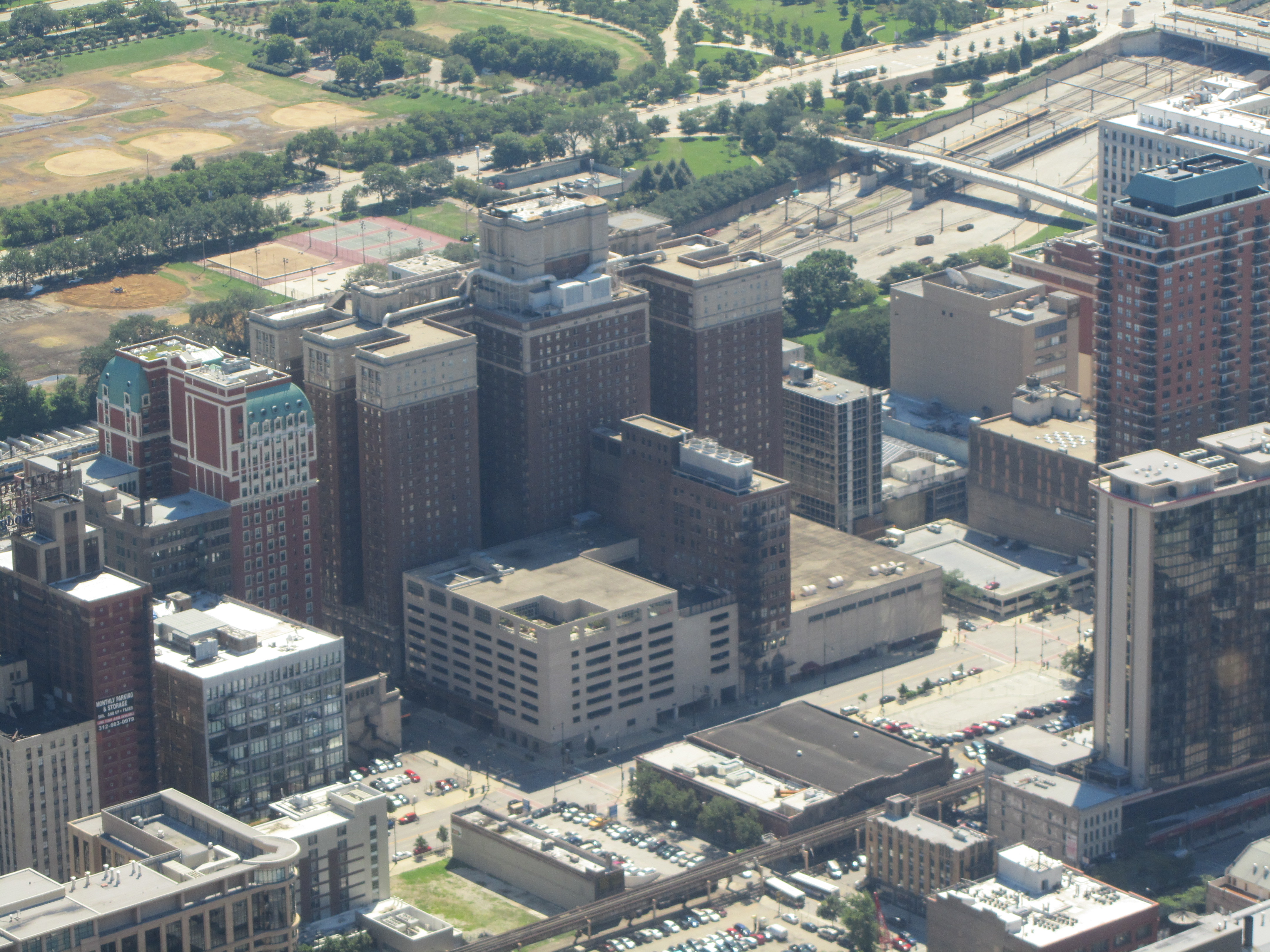
Achteraanzicht, gezien vanaf de Sears Tower met zicht op de parkeergarage

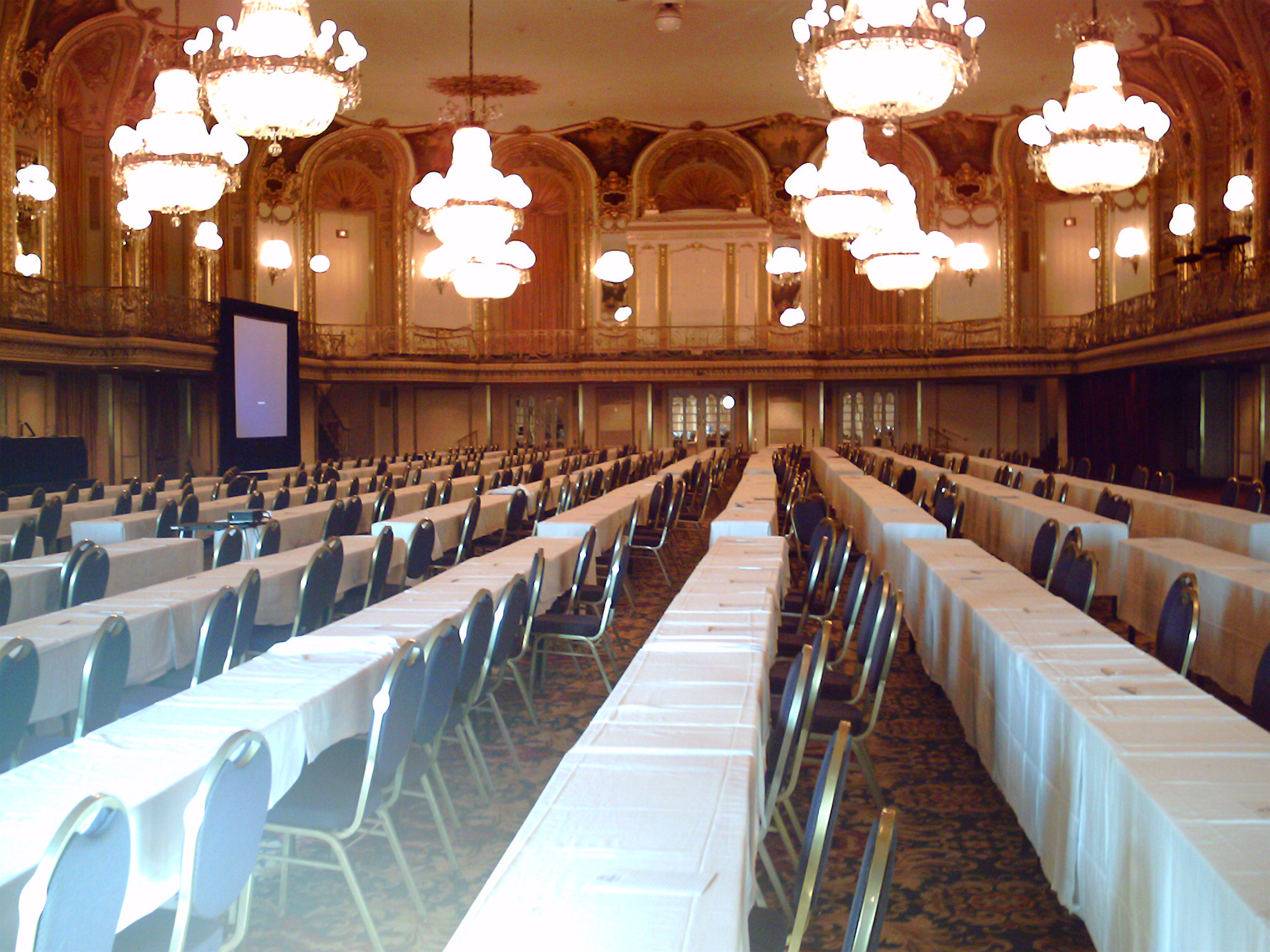
Congresopstelling in de Grand Ballroom in 2007 voorafgaand aan het jaarlijkse congres van de American Bar Association

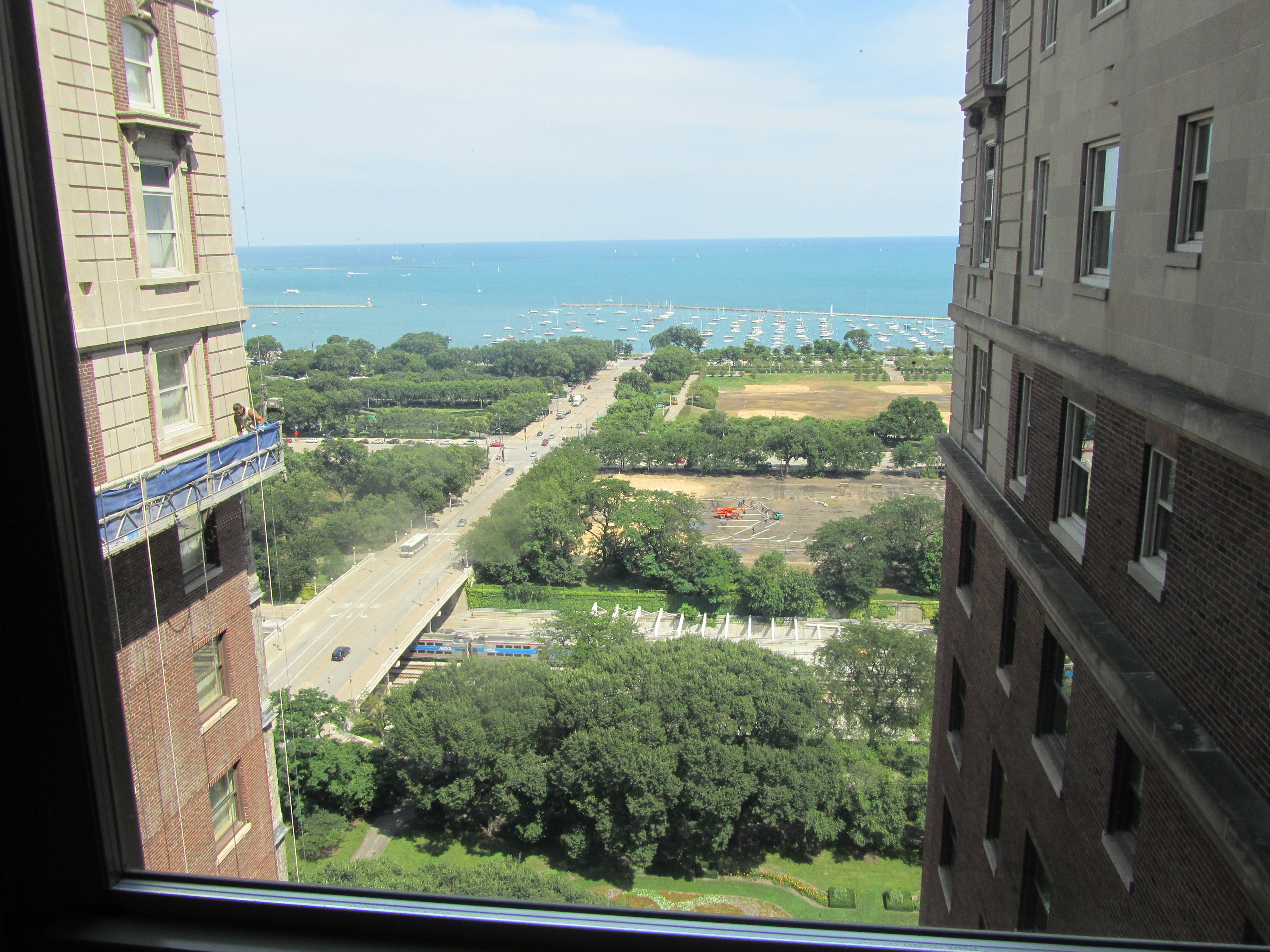
Gevelrestauratie in 2011 en uitzicht op het Michiganmeer vanuit het restaurant op de 18e etage

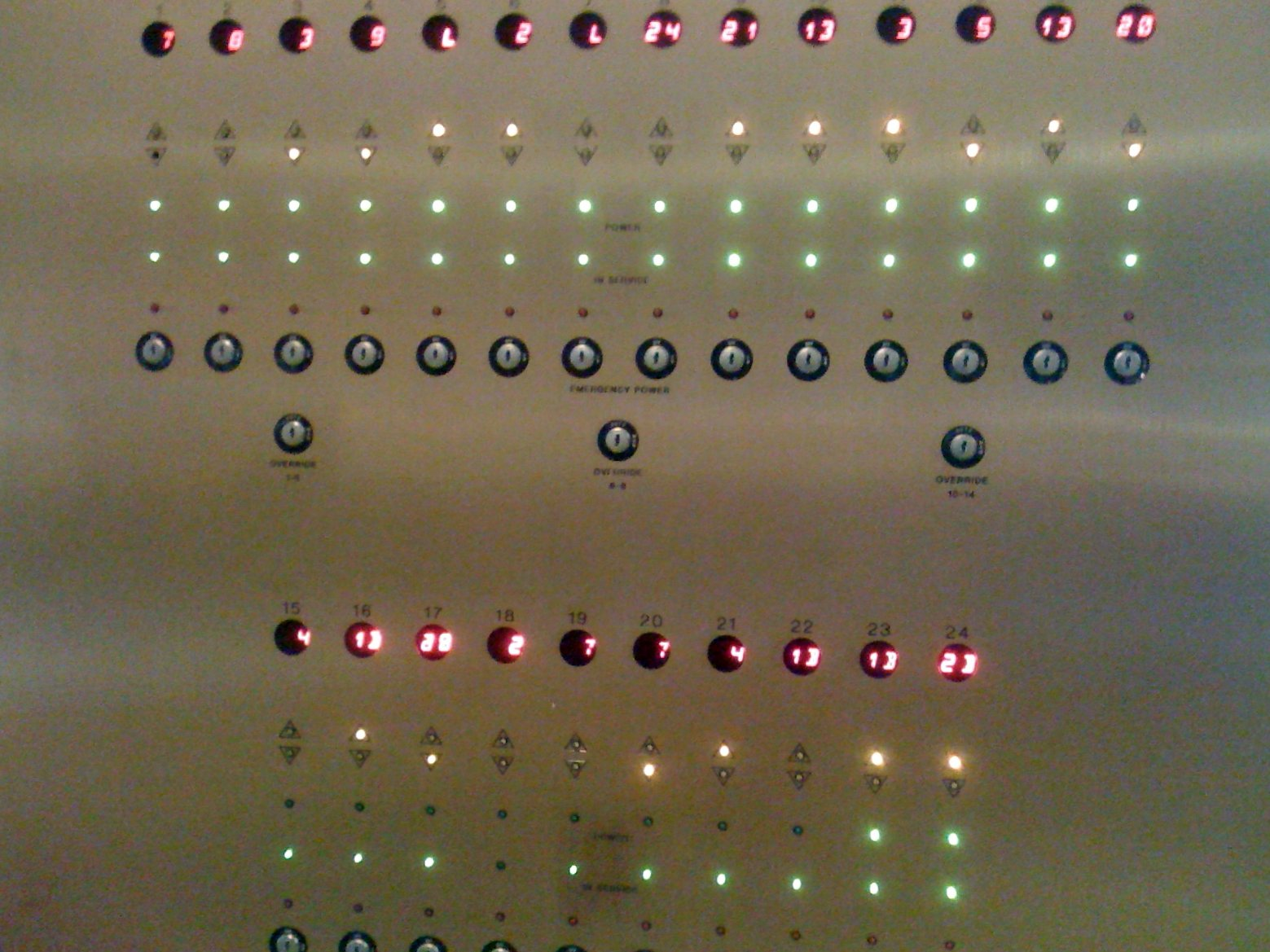
Schindler Monitorsysteem na renovatie in 1984 voor de 24 liften

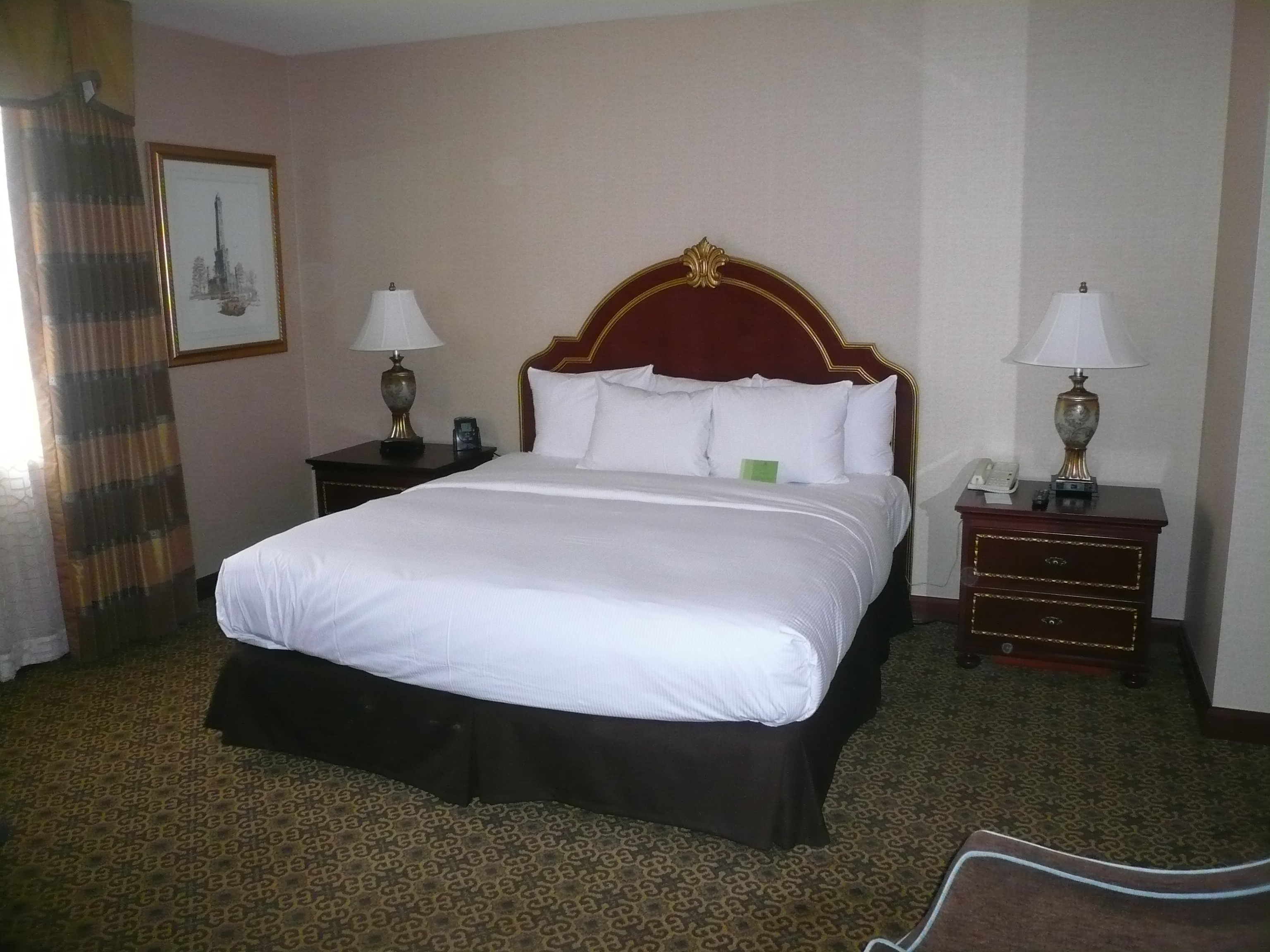
Hotelkamer uit 2008

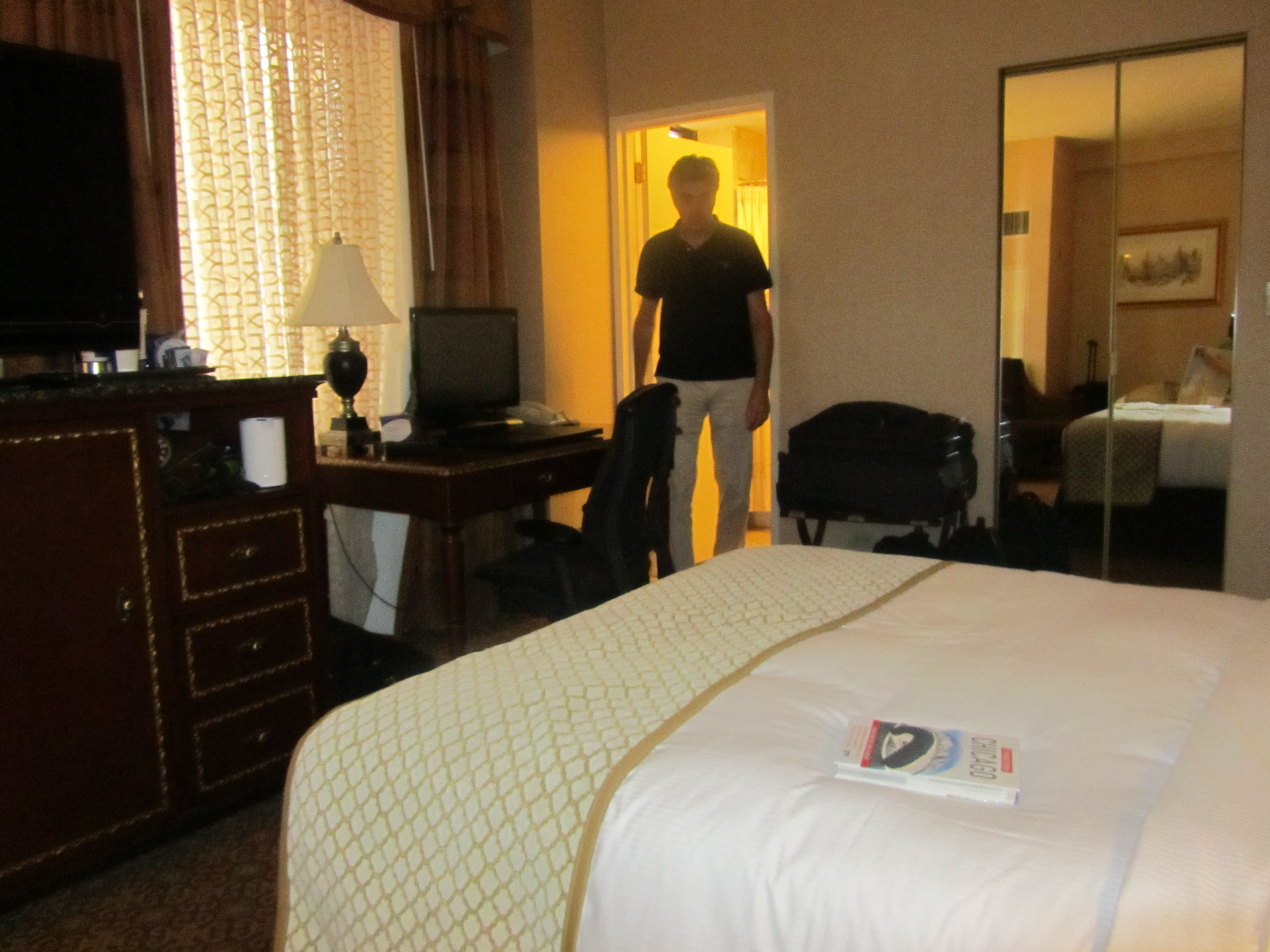
Gastenverblijf met dubbele badkamer in 2011

Halverwege jaren tachtig van de 20e eeuw werd het hotel wederom gerenoveerd. Een aantal jaren ervoor was serieus overwogen het gebouw te slopen en te vervangen door een compleet nieuw hotel. In plaats daarvan werd het hotel uiteindelijk een volledig jaar compleet gesloten en werd een grote opknapoperatie aangevangen. Het aantal kamers werd drastisch teruggebracht van de oorspronkelijke 3000 naar de helft ervan, omdat veel kamers te klein waren geworden naar de hedendaagse eisen van gasten. Zeshonderd kamers werden samengevoegd, zodat er een kleine suite met twee badkamers ontstond, vooral geschikt voor conventiebezoekers.:292 Op sommige verdiepingen werd de hele indeling op de schop genomen. Uiteindelijk ontstonden er 1544 kamers, waarvan 90 suites. Achter het hotel werd een zeven verdiepingen tellende parkeergarage gebouwd.
Op de begane grond werd een Ierse pub aangelegd, de Kitty O'Shea Irish Pub. Om extra authenticiteit te verlenen werd niet enkel een deel van het meubilair in Ierland besteld, maar werd (en wordt) ook een deel van het personeel in dat land geworven.:139 De totale kosten voor de renovatie bedroegen 185 miljoen dollar. Op 1 oktober 1985 volgde de officiële heropening van het hotel met het doorknippen van een lint door Conrad Hilton zelf, in aanwezigheid van vele notabelen.:140 Er werd weer besloten tot een naamswijziging; de nieuwe naam werd Chicago Hilton and Towers.:109,140
Als eerbetoon aan de eigenaar Conrad Hilton werd de grootste en Chicago's duurste suite wel naar hem vernoemd: Conrad Hilton's Suite. Deze suite kostte 7000 dollar per nacht in 2010, en bestaat uit twee verdiepingen met uitzicht op het meer, 18e-eeuwse tapijten, een kleine vleugel, een biljarttafel, drie balkons en een jacuzzi. Gasten hebben een eigen liftopgang, een eigen conciërge en personeel, ontbijt en hapjes tijdens de middag en worden omringd door alle luxe. Hier verbleven veel beroemde personen als Tony Blair, George Bush,:143 Ray Charles, Cher, Bill Clinton,:143 Joe DiMaggio, Alan Greenspan, Bob Hope, James Earl Jones, John F. Kennedy,:143 Luciano Pavarotti, Ronald Reagan,:143 Frank Sinatra, John Travolta:143 en Hu Jintao. Pavarotti verbleef tweemaal in de suite, in 1989:141 tijdens een concerttour en in 1991 toen hij in de Symphony Hall in Chicago de hoofdrol vertolkte in de opera Otello van Giuseppe Verdi. In 1998 werd het hotel wederom hernoemd en het heet tegenwoordig simpelweg Hilton Chicago.
De bezettingsgraad is in de laatste jaren, mede door de recessie en daaraan gekoppelde problemen, in de grote steden teruggelopen. Van 27 tot 29 april 2011 werd over de revitalisatie van steden het jubileumcongres van de Amerikaanse burgemeestersvereniging de National Mayors Association gehouden. Het congres werd geopend door de burgemeester van Chicago, Richard Daley. Het hotel is momenteel bezig met een renovatie per verdieping, maar dit proces wordt gehinderd door gebrek aan fondsen en problemen met vergunningen. Daardoor is de kwaliteit van de kamers niet op iedere etage even groot. Men hoopt het renovatieproces per etage in 2020 voltooid te hebben.

## Cultuur

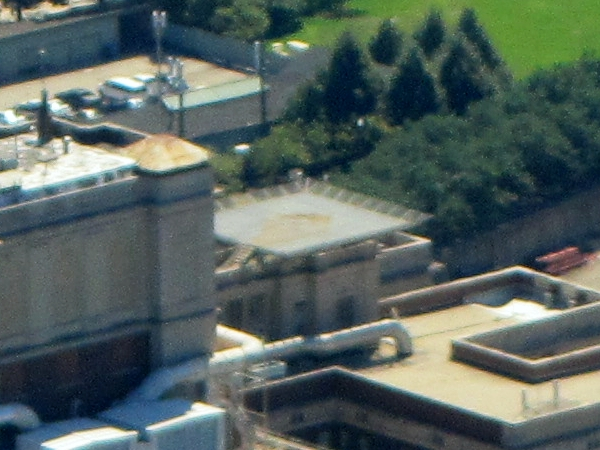
Helipad op dak, decor van de ziekenhuisdakscènes in de televisieserie ER

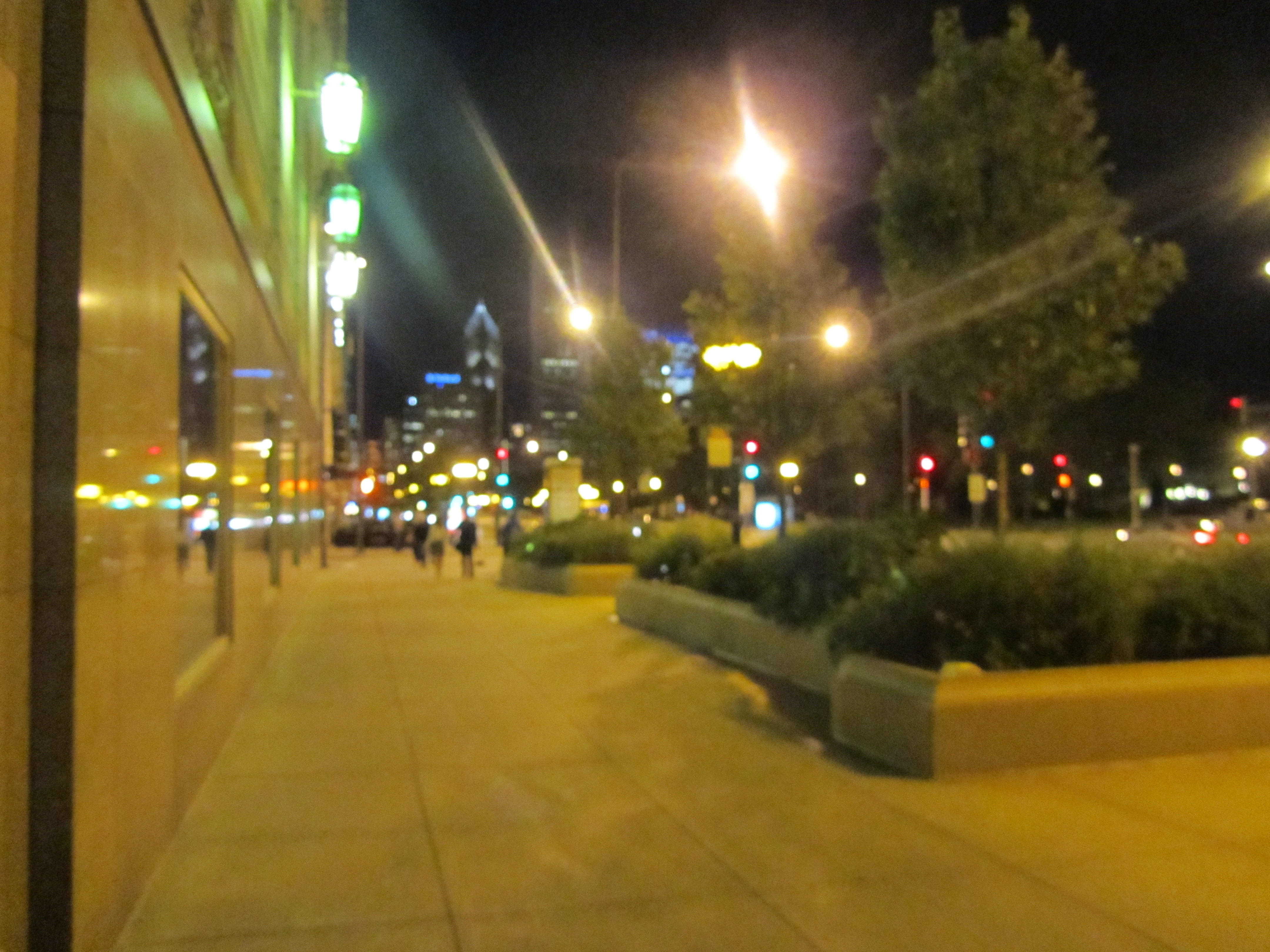
Marmeren voorgevel en trottoir aan voorzijde hotel; decor van vele filmscènes

Het hotel heeft vanwege zijn historische en luxueuze uitstraling en diversiteit van beschikbare locaties gefigureerd als achtergrond in literatuur, films en televisieseries::142
- 1952 – The Natural – In 1952 was een van de hotelkamers het decor van een scène uit het boek dat later verfilmd zou worden door Barry Levinson met in de hoofdrol Robert Redford als jonge honkballer die een contact krijgt bij de Chicago Cubs. In het boek is te lezen dat hij aldaar verleid wordt door Harriet Byrd die hem daarna neerschiet en zelf het raam uitspringt en zo zelfmoord pleegt.[47]
- 1989 – The Package – In deze politieke thriller met Gene Hackman achtervolgt deze een ontsnapte gevangene die probeert de leider van de Sovjet-Unie te vermoorden en achtervolgt hem op het trottoir voor en bij de ingang van het hotel.[48]
- 1992 – Home Alone 2: Lost in New York – Hoofdpersoon Kevin, gespeeld door Macaulay Culkin, verblijft aan het einde van deze film met zijn familie in de Conrad Hilton Suite die daartoe een week werd afgehuurd.[49]
- 1993 – The Fugitive – Suites, gangen, kamers en ook de hotelwasserij waren het decor van de speelfilm met Harrison Ford en Jeroen Krabbé. In de wasafdeling komt een "goof" voor waarbij er een karretje met wasgoed met het opschrift van een ander hotel in Chicago staat.[50] De bekendste scène uit de film speelt zich ook af in het hotel waar de ontknoping werd gefilmd en de beste vriend van de hoofdpersoon de schurk van de film blijkt te zijn.[36]:142[51]
- 1994 – ER – De meest langdurige opnames liepen van 1994 tot 2009 toen het dak van het hotel regelmatig gebruikt werd als opnamelocatie voor de scènes die speelden op het ziekenhuisdak van de ziekenhuisserie.[52] Alle scènes waarbij de ziekenhuishelikopter kwam aangevlogen werden opgenomen op de heliport op het hoteldak.[36]:142[53]
- 1996 – Primal Fear – de hotelingang werd gebruikt als locatie waar de hoofdpersoon uit de film Martin Vail, gespeeld door Richard Gere, in de openingsscène wordt afgezet.[54]
- 1996-2000 – Early Edition – Hotelkamers, bar en lobby waren het decor van deze televisieserie.
- 1997 – My Best Friend's Wedding – In 1997 werd de Conrad Suite in het hotel voor een maand afgehuurd zodat daar opnames konden plaatsvinden voor deze geheel in Chicago opgenomen film met in de hoofdrol Julia Roberts.[55]
- 1998 – U.S. Marshals – Tommy Lee Jones en medespelers worden in deze thriller gefilmd in de gangen, kamers en hotellobby.[36]:142
- 1998 – Cupid – Hotelkamers, de entree, lobby en de danszaal waren het decor in een aantal afleveringen van deze televisieserie.
- 1999 – Love and Action in Chicago – diverse hotelkamers, de lobby en de entree werden gebruikt.
- 2002 – Unconditional Love – hoofdrolspeelster Kathy Bates wordt gefilmd in de lobby, hal en de parkeergarage van deze film.
- 2002 – Road to Perdition – hier dienden diverse locaties in het hotel als vervanging voor gelijkaardige locaties in het in 1995 gesloopte Lexington Hotel uit Chicago. De film met Paul Newman en Tom Hanks behandelt de gangsteroorlogen in de jaren dertig en een gelijkaardige historische locatie diende gevonden te worden als het hotel waar in die dagen Al Capone een suite had.[36]:142[56]
- 2008 – The Express – de balzaal werd gebruikt voor de scène waarin de hoofdrolspeler, Rob Brown die de eerste echt succesvolle Afro-Amerikaanse American Footbalspeler Ernie Davis portretteert de hoogste prijs binnen deze sport, de Heisman Trophy krijgt uitgereikt.[57]
- 2010 – Meet the Parents: Little Fockers – er werd in deze film met Robert De Niro gefilmd buiten het hotel op het trottoir voor de ingang.[58]

## Gasten

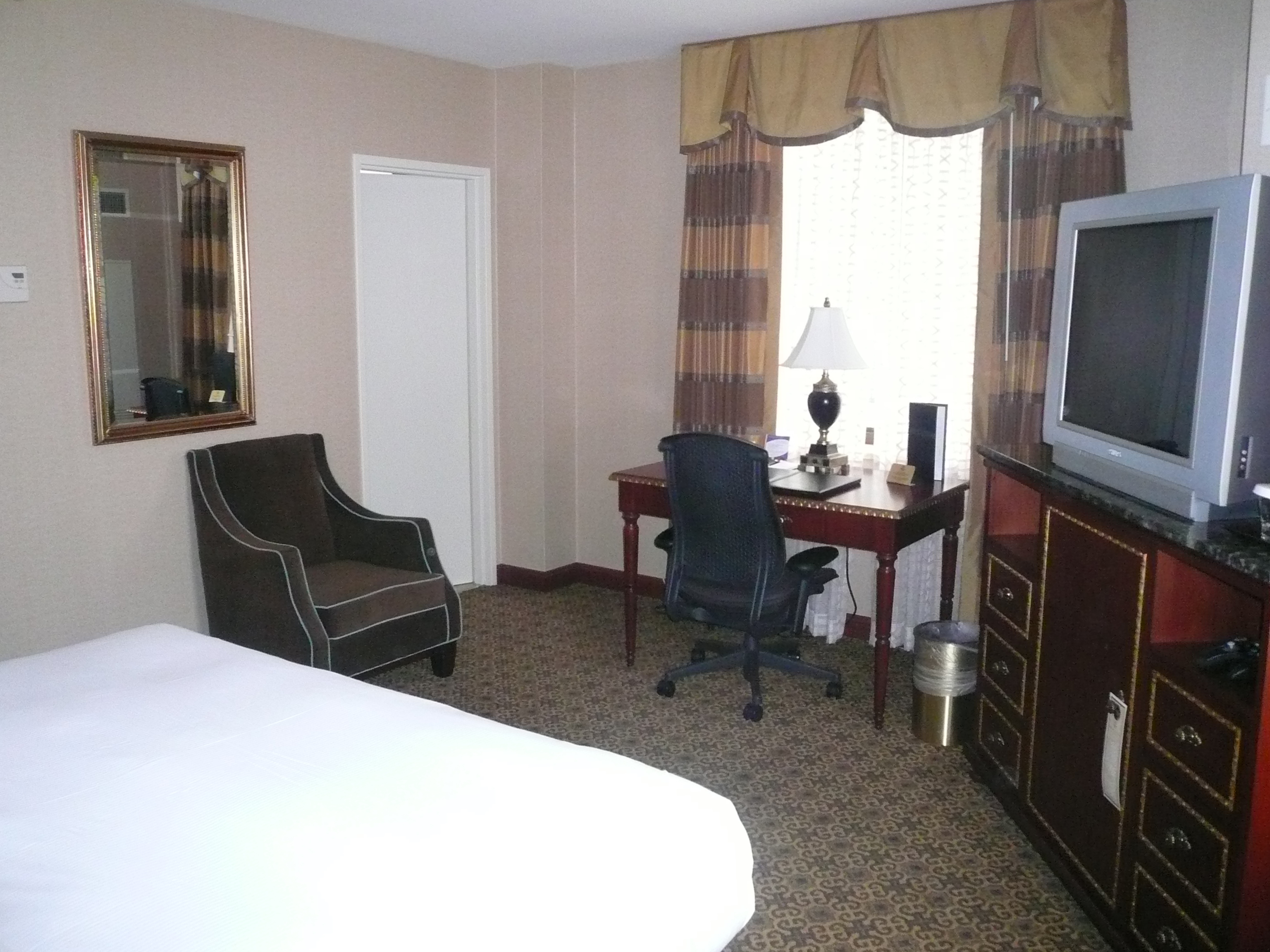
Hotelkamer uit 2008

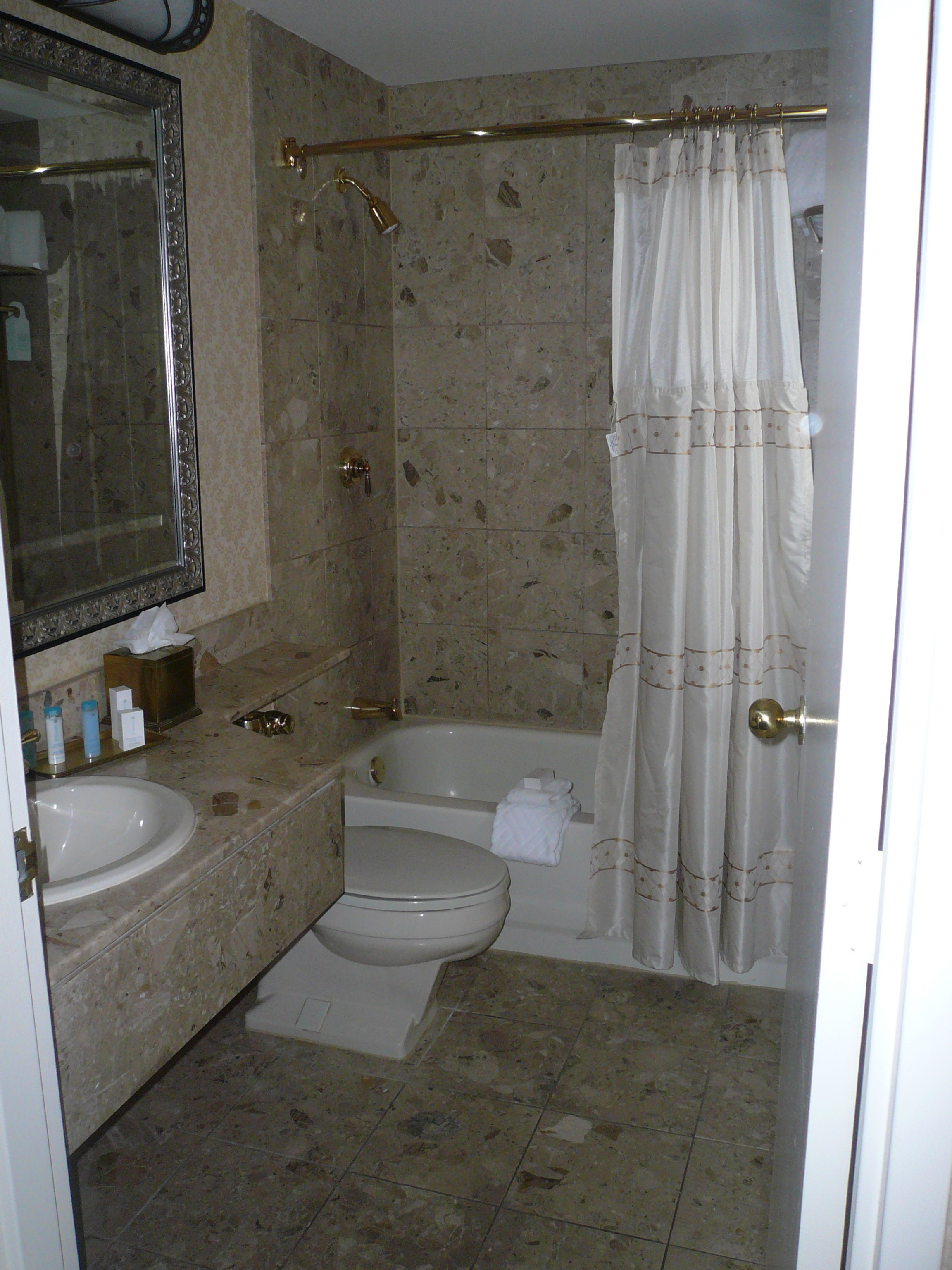
Badkamer van hotelkamer uit 2008

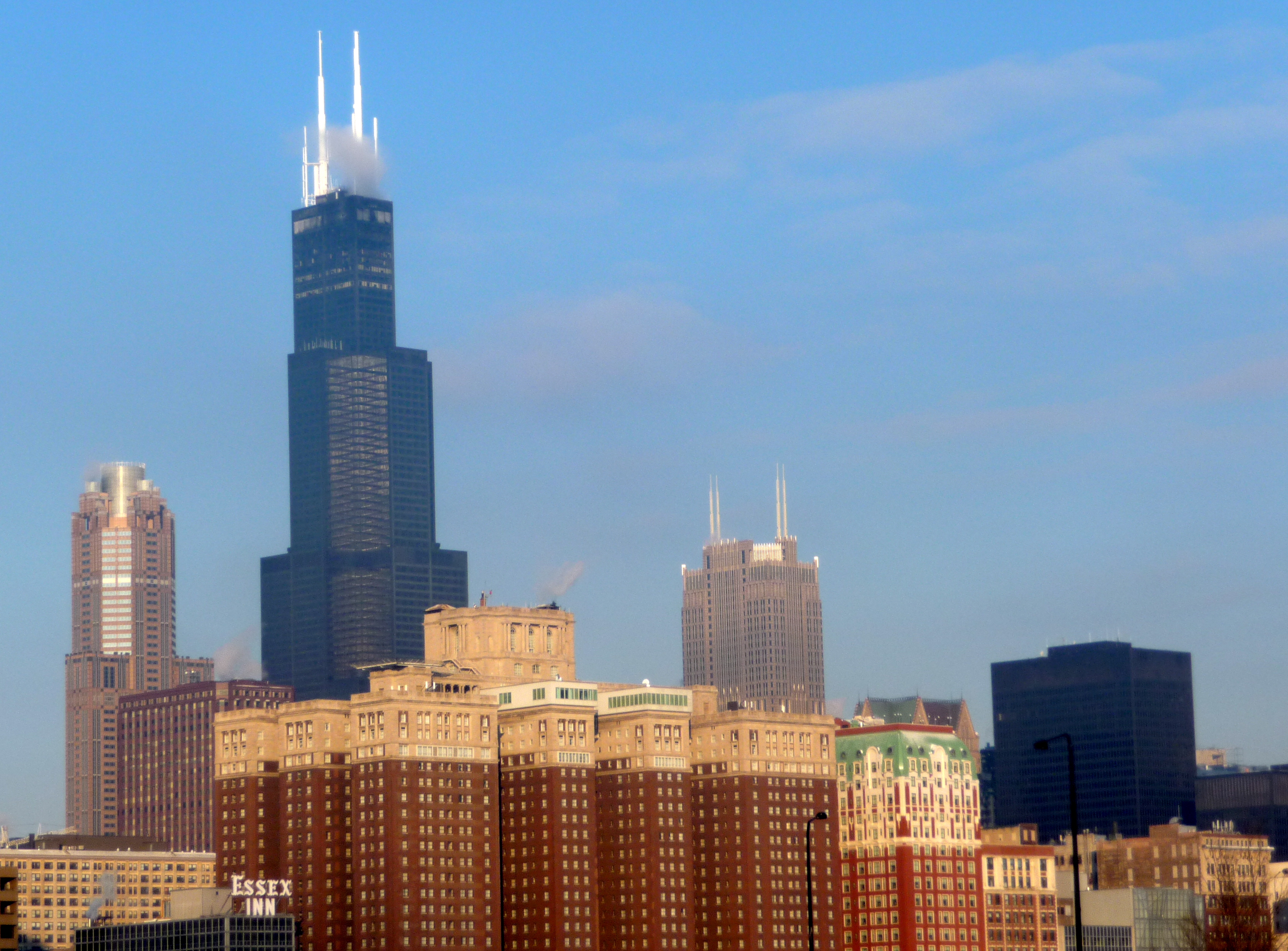
Top hotel met aan voorkant de luxe suites en achter hotel de Sears Tower

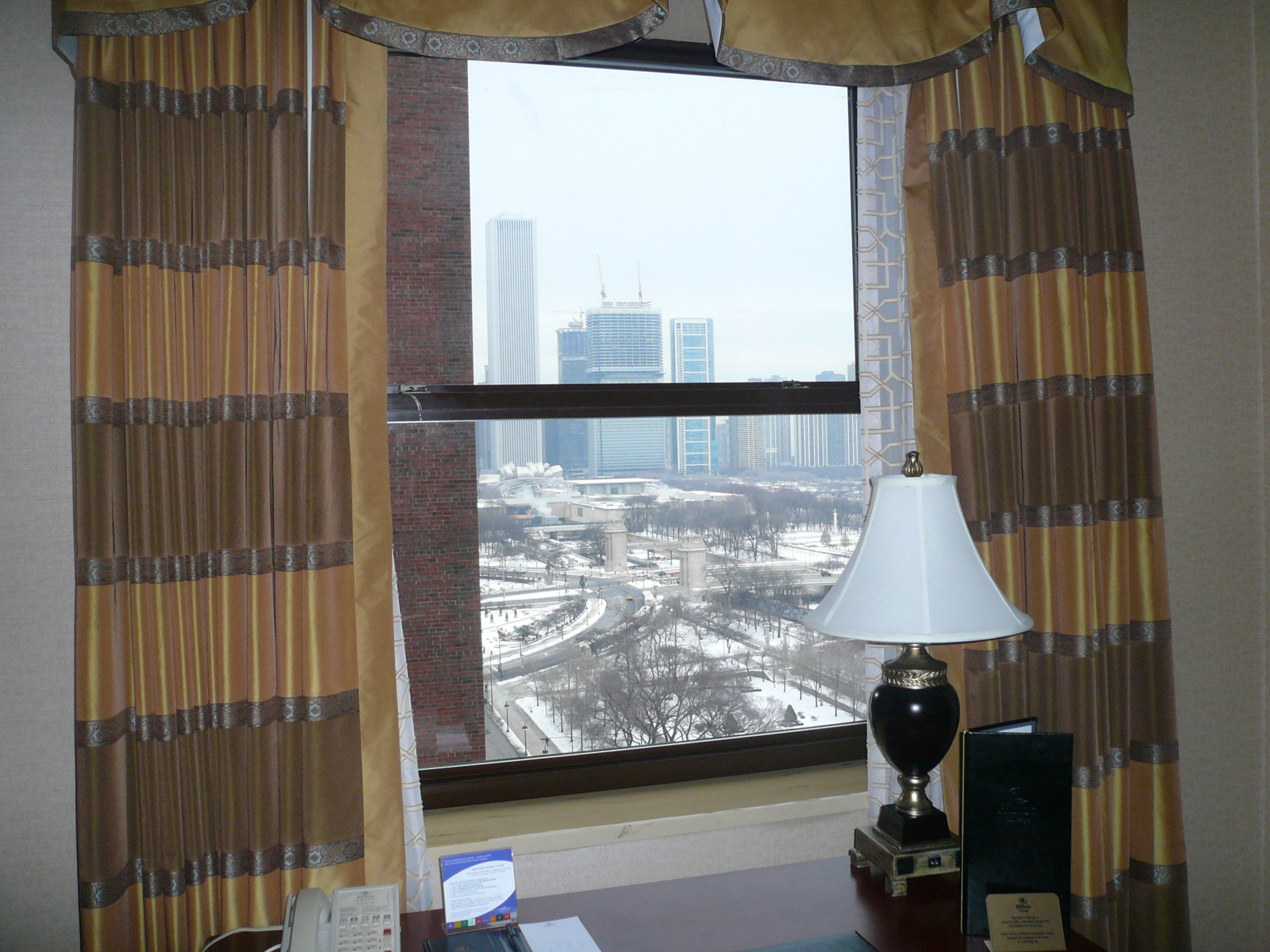
Uitzicht uit hotelkamerraam in 2008

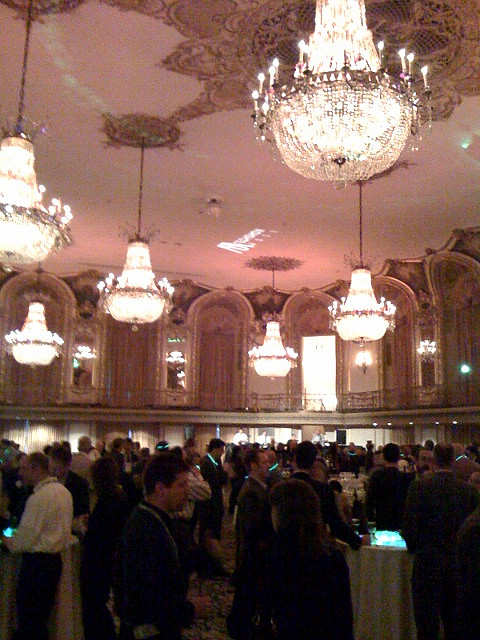
Grand Ballroom tijdens congres in 2008

Het hotel had vanaf de opening elke president van de Verenigde Staten als gast en tevens een keur aan andere bekende personen. Ook vele van de acteurs die voor filmopnames in Chicago waren, verbleven in het hotel. De onderstaande lijst geeft een aantal beroemdheden weer waarvan zeker is dat ze daadwerkelijk gast waren in het hotel, ook hun functie ten tijde van het verblijf is vermeld.
| Naam                        | Land                | Functie       | Jaar         |
| --------------------------- | ------------------- | ------------- | ------------ |
| Tony Blair                  | Verenigd Koninkrijk | premier       | 1997         |
| George H.W. Bush            | Verenigde Staten    | president     |              |
| Charles Dawes:89            | Verenigde Staten    | vicepresident | 1927         |
| Gerardo Machado             | Cuba                | president     | 1927         |
| Amelia Earhart              | Verenigde Staten    | vliegenier    | 1927         |
| Cecil B. DeMille            | Verenigde Staten    | filmproducent | 1927         |
| Harrison Ford               | Verenigde Staten    | filmacteur    | 1993         |
| Jeroen Krabbé               | Nederland           | acteur        | 1993         |
| Charles Lindbergh           | Verenigde Staten    | vliegenier    | 1927         |
| Douglas MacArthur           | Verenigde Staten    | generaal      | 1951         |
| Philip Mountbatten          | Verenigd Koninkrijk | prins         | 1966         |
| Babe Ruth                   | Verenigde Staten    | honkballer    | 1932         |
| Milton Sills                | Verenigde Staten    | filmacteur    | 1927         |
| Luciano Pavarotti           | Italië              | operazanger   | 1989         |
| Ray Charles                 | Verenigde Staten    | musicus       |              |
| Bill Clinton                | Verenigde Staten    | president     | 1992         |
| Hillary Clinton             | Verenigde Staten    | first lady    | 1992         |
| Hu Jintao                   | China               | president     | 2011         |
| Cher                        | Verenigde Staten    | zangeres      |              |
| Joe DiMaggio                | Verenigde Staten    | honkballer    |              |
| Alan Greenspan              | Verenigde Staten    | econoom       |              |
| Bob Hope                    | Verenigde Staten    | zanger        |              |
| James Earl Jones            | Verenigde Staten    | acteur        |              |
| John F. Kennedy:109,121     | Verenigde Staten    | president     | 195? en 1961 |
| Ronald Reagan               | Verenigde Staten    | president     |              |
| Frank Sinatra               | Verenigde Staten    | zanger        |              |
| John Travolta               | Verenigde Staten    | acteur        |              |
| Herbert Hoover              | Verenigde Staten    | president     |              |
| Dwight Eisenhower:109       | Verenigde Staten    | president     | 195?         |
| Franklin Delano Roosevelt   | Verenigde Staten    | president     |              |
| Harry S. Truman             | Verenigde Staten    | president     |              |
| Lyndon Johnson              | Verenigde Staten    | president     |              |
| Richard Nixon:121           | Verenigde Staten    | president     | 1960         |
| Gerald Ford                 | Verenigde Staten    | president     |              |
| Jimmy Carter                | Verenigde Staten    | president     |              |
| George W. Bush              | Verenigde Staten    | president     |              |
| Barack Obama                | Verenigde Staten    | president     | 2008         |
| Edgar Bergen:50             | Verenigde Staten    | buikspreker   |              |
| Elvis Presley:50            | Verenigde Staten    | zanger        |              |
| Elizabeth II:116            | Verenigd Koninkrijk | koningin      | 1959         |
| Bette Davis:109             | Verenigde Staten    | actrice       | 195?         |
| Lauren Bacall:109           | Verenigde Staten    | actrice       | 195?         |
| Frank Borman                | Verenigde Staten    | astronaut     | 1969         |
| Jim Lovell                  | Verenigde Staten    | astronaut     | 1969         |
| William Anders              | Verenigde Staten    | astronaut     | 1969         |
| Victor McLaglen             | Verenigde Staten    | acteur        | 1927         |
| Gustaaf VI Adolf van Zweden | Zweden              | koning        | 1956         |
| Hirohito                    | Japan               | keizer        | 1959         |
| Theodor Heuss               | Duitsland           | president     | 1956         |
| William Tubman              | Liberia             | president     | 1960         |
| Gamal Abdel Nasser          | Egypte              | president     | 1959         |
| Itzhak Ben-Zvi              | Israël              | president     | 1958         |
| Michael Jackson             | Verenigde Staten    | zanger        | 1984         |
| Éamon de Valera             | Ierland             | Taoiseach     | 1958         |